# 大阪・愛知・岐阜連続リンチ殺人事件
大阪・愛知・岐阜連続リンチ殺人事件（おおさか・あいち・ぎふ れんぞくリンチさつじんじけん）とは、1994年（平成6年）9月28日 - 10月8日にかけて大阪府・愛知県・岐阜県の3府県で発生した不良少年らによる連続殺人事件である。

## 概要
暴力団に所属した主犯格3人を中心とした犯行で、当時未成年の不良少年らによる凄絶なリンチの末の凶行として社会を震撼させた。一連の事件では計10人が逮捕され、うち主犯格3人は全員が当時少年でありながら控訴審までに死刑判決を言い渡され、最高裁判所で上告を棄却する判決を受けたことで死刑が確定した（少年死刑囚）。
3府県連続リンチ殺人事件、木曽川・長良川連続リンチ殺人事件、木曽川・長良川連続リンチ死事件、木曽川・長良川事件、また単に連続リンチ殺人事件とも呼ばれる。主犯格3人が起訴された罪状は以下の通り（太字は殺人事件）。
1. 加害者少年KMと共犯者1人による強盗致傷事件[31]。
2. 大阪事件（殺人・死体遺棄事件）[32] - 9月28日に大阪府で発生。主犯格3人 (KM・KA・HM) ＋共犯少年（暴力団の仲間）1人の計4人から恐喝された男性1人が集団リンチの末に殺害され、死体を高知県の山中に遺棄された[33]。
3. 大阪事件・木曽川事件の間に加害者KMが共犯者1人とともに起こした恐喝事件[31]。およびKM・KA両加害者による共同暴行・示兇器脅迫、およびKAと共犯者1人による共同暴行事件[31]。
4. 木曽川事件（傷害・殺人事件）[1] - 10月6日深夜に発生。大阪事件後に愛知県（主犯3人のうち1人「KM」の出身地）へ逃亡した主犯格3人はKMが所属していたグループと行動を共にしていたが、KMの不良仲間だった男性1人がKMとトラブルになったことを発端にKMたちから集団リンチを受け、木曽川河川敷で死亡した[34]。第一審では「傷害致死罪」と認定され3人中2人 (KA・HM) への死刑適用が回避されたが[35]、控訴審では一転して「殺人事件」と認定され、3人全員に死刑が適用されることとなった[36]。
5. 長良川事件（監禁・強盗殺人・強盗致傷事件）[31] - 木曽川事件の翌日（10月7日深夜）に発生。ボウリング場で偶然加害者らに遭遇した男性3人が集団リンチを受け、2人が死亡・1人が負傷[34]。

第一審判決で名古屋地裁 (2001) は「いずれの犯行も自らの欲望・感情の赴くまま行動して傷害・強盗などを犯した加害者少年たちが『被害者らを解放すれば警察に捕まる』などと考え、自らの行動によって生じた結果の処置に困惑した。その際に虚勢を張る心理も混じって声高に激化した言動をする者に影響され『相手に弱みを見せられない』という少年期特有の心理状態も手伝ってこれに同調し、お互いが適切に事態を収束させることができないまま最悪の結果を招いた」と認定した。
- 成田青央は著書『壊れた少年』にて「本事件と、同じく不良少年らによる凶悪犯罪である女子高生コンクリート詰め殺人事件・名古屋アベック殺人事件（いずれも1988年に発生）は『犯行の残虐性・連続性』『集団事件特有の心理状況』『犯行グループ内の関係の希薄さ』『安易さ・無責任さ』などの観点から共通性が見い出せる」と[37]、赤塚行雄（当時：中部大学女子短期大学副学長）は「コンビニエンスストアなどで知り合った不良少年たちがギャング化した本事件は名古屋アベック殺人事件を彷彿とさせる事件だ」とそれぞれ指摘した[38]。
- また公判中に主犯格3被告人の心理鑑定を担当した加藤幸雄・日本福祉大学副学長（非行臨床心理学）は本事件の性質について「『発達の未成熟』『不幸な出会い』『仲間のコミュニケーションの薄さ』など、（集団心理によってエスカレートする）現代の少年犯罪と同じ構図の事件だ」と指摘した[39]。

## 加害者
一連の事件では暴力団組員1人を含む成人3人と未成年者7人の男女計10人が犯行に関与したと認定され、起訴された8人の有罪判決が確定・2人が少年院送致された。主犯格3人を含め、加害者たちには家族から見放された劣悪な家庭環境で育った者が多く、『週刊新潮』（新潮社・2005）は「社会の底辺を這うような少年期が冷酷・非情な人間性を形成した」と指摘している。また大阪事件、木曽川・長良川事件とも加害者たちは出会ってから日が浅く、そのような希薄な人間関係の中で事件が発生したことへの指摘がある。
このうち一連の3事件すべてに関与し、確定判決となった控訴審・上告審判決で死刑判決を受けた少年死刑囚は以下の少年3人（KM・KA・HM / いずれも事件当時18歳・19歳）で、3人とも自ら暴力団に加わるなど反社会的な生活を送っていた。第一審・名古屋地裁 (2001) は判決理由で「KMが主導的な役割を果たし、KA・HMはKMに従属的な役割だった」と認定してKMのみに死刑を適用したが、控訴審・名古屋高裁 (2005) は一転して「KM・KA・HMの刑事責任は同等」と認定し、3被告人全員に死刑を適用した。
本記事中では死刑囚3人を実名に基づくイニシャルで表記する。

### 死刑囚・少年KM
加害者少年K・M（以下「KM」と表記 / 長良川事件の当時19歳・現在50歳）は1975年（昭和50年）3月19日・愛知県一宮市生まれ。刑事裁判では強盗致傷罪・傷害罪・殺人罪・監禁罪・強盗殺人罪・死体遺棄罪・恐喝罪・暴力行為等処罰ニ関スル法律違反に問われ、死刑囚3人では唯一、第一審・控訴審ともに死刑判決を受けた。
共犯2人とともに2011年3月10日に最高裁判所で上告棄却の判決を受け、同判決に対する異議申し立ても同月30日付の決定で棄却されたため、2011年4月1日付で死刑判決が確定した。2019年（令和元年）10月1日時点で死刑囚として東京拘置所に収監されている。青木理が2008年に取材した名古屋拘置所の関係者はKMについて「事件直後は社会への敵意を剥き出しにし、面会に来る弁護士にまで警戒感を露わにしていたが、拘置所内で宗教教誨を受け、弁護士・篤志家・教誨師らとの交流を続けるうちに徐々に成長し、内省を深めてきている」と証言した。また、KM本人は「（拘置所内で読書を始めたことで）『家族との愛・友情・夢が核にある人は強い』と知ったが、そういうものは自分にはなかった」と述べているほか、1998年11月から面会を続けているクリスチャンの女性を2006年ごろから「おかん」と呼ぶようになっていた。
死刑確定後の2011年12月に名古屋高裁へ再審請求したが、2016年12月に最高裁で請求棄却が確定し、同月中に名古屋高裁へ2回目の再審請求を行っている。

#### KMの生い立ち
KMは犯行グループを含めた十数人の遊び仲間のリーダー的存在で、素行の悪さが目立ち、愛知県警の尾張にある各警察署が動きをマークしていた。
KMは一宮市内で生まれたが、実母は高齢出産でKMを生んだ直後に急死したため、養育に困った実父が弟（KMの叔父）夫婦に養子として預けた。しかし養母の弟4人のうち3人は暴力団組員という環境だったことに加え、KMが預けられた直後に養父が事業に失敗して破産し、KMは極度に孤独な幼少期を過ごした。幼少期から盗みを繰り返していた一方、小学校3年生の時には盗みの濡れ衣を着せられたことで警察沙汰になったため強烈なショックを受け、その後はさらに非行が激しくなった。しかし児童相談所・教護院の記録によれば当時はむしろ気の弱い子供で、中学2年生の時には児相から「まだ小学校中学年程度に感じられる。協調的に行動できない一方で気が弱く、特に成人男性を目の前にすると萎縮する。職員男女への反応差が顕著で父母の養育のアンバランスさを感じさせる」と記録されている。
1989年（平成元年）2月には13歳で県立の教護院「愛知学園」に入所し、それ以降は事件を起こすまでほとんどの期間を児童矯正施設で過ごしていた。「愛知学園」にいた当時（中学卒業まで）は落ち着いた生活を送っていたが、稲沢市立稲沢西中学校を1990年（平成2年）3月に卒業し、同時に「愛知学園」を卒園すると再び非行がエスカレートしていった。就職した稲沢市内の会社をわずか1か月で退職してからは定職に就こうとせずシンナー遊びにふけり、1991年（平成3年）8月には窃盗・道路交通法違反容疑で補導され、中等少年院送致の決定（名古屋家庭裁判所一宮支部による）を受け瀬戸少年院に入所した。1991年12月に少年院を仮退院して塗装店・ガソリンスタンドで短期間働いたが、1992年7月ごろには交際していた女性とともに家出した。そして同年9月には窃盗・毒物及び劇物取締法違反・住居侵入・銃刀法違反の非行により特別少年院送致となり、1994年2月に愛知少年院を仮退院した。その後は型枠大工として働いたが長続きせず、少年院で知り合った知人を頼って暴力団の組事務所に出入りするようになり、同年7月以降は家出中の中学生を連れ歩いて通行人などから恐喝することで金品を手に入れていた。

### 死刑囚・少年KA
加害者少年K・A（以下「KA」と表記 / 長良川事件の当時19歳・現在49歳）は1975年7月21日・大阪府松原市生まれ。刑事裁判では傷害罪・殺人罪・監禁罪・強盗致傷罪・強盗殺人罪・死体遺棄罪・暴力行為等処罰に関する法律違反に問われ、第一審・名古屋地裁判決 (2001) では「木曽川事件は傷害致死罪。被告人KMに従属的な役割だった」と認定されたことから被告人HMとともに無期懲役を言い渡されたが、控訴審・名古屋高裁判決 (2005) では「木曽川事件は殺人罪。被告人KMとは罪責に差はない」と認定されKM・HM両被告人とともに死刑を言い渡された。2011年4月1日付で死刑判決が確定し、2019年10月1日時点で死刑囚として名古屋拘置所に収監されている。
死刑囚3人の中では所属暴力団において最上位で、共犯KMとの初対面時は「山口組所属」と自称していたが、大阪事件の共犯・少年UはKAを「突っ張っていたが、根は気が弱くて喧嘩もできないような奴」と評している。弁護人によれば第一審の間は自ら死刑を求めていたが、判決公判では無期懲役を言い渡された一方で「兄貴分の立場にありながら犯行を止められなかった事なかれ主義が最悪の結果を招いた」と断罪され、人目をはばからず号泣していた。2008年時点では名古屋拘置所内で請願作業（時給二十数円）を続け、その収入を被害者遺族に送ろうとしており、被害者遺族への謝罪の手紙を書き続けていたほか、後述のように上告中は#木曽川事件の被害者遺族と面会していた。また青木宛の手紙で、事件について「悔やんでも悔やみきれない。自分自身でもこのような大きな事件を起こしたことが信じられず、『人との出会いが人生を左右する』と思えてならない」と述べている。
死刑確定後の2013年1月に名古屋高裁へ再審請求したが、2016年12月に最高裁で請求棄却が確定し、同月中に名古屋高裁へ2回目の再審請求を行っている。

#### KAの生い立ち
KAは3人姉弟の末っ子として生まれ、KM・HMと比較すれば恵まれた家庭環境で生育したが、両親は姉2人が女の子だったことから「待望の男の子」だったKAに過度な愛情を注いだ。松原市立松原第六中学校へ入学してからは反抗的な態度が目立つようになり、2年生の時に所属していた野球部を退部してからはシンナー吸引・原動機付自転車（原付）の窃盗など非行を繰り返すようになった。1991年（平成3年）4月からは府立の工業定時制高校に進学したが、同年夏ごろに高校を中退した。その後は料理店・自転車店・自動車整備工場・瓦店・引越センターなどで働いたが、いずれの仕事も長続きせず、1992年（平成4年）春ごろに交際していた女性を通じて広域暴力団の元組員Tと知り合った。やがて親しくなったTに心酔し両親の承諾を得てTの下でたこ焼きの露店販売などをするようになり、最終的にはTと仮の杯を交わして舎弟として活動するようになった。
暴力団に入ってからは恐喝・強盗などを働くようになり、1993年（平成5年）11月には暴力行為等処罰に関する法律違反の非行で保護観察処分を受け、この時に加勢したTも懲役1年の判決を受け刑務所に服役した。1994年4月ごろにTが刑務所を出所し、山口組系暴力団山健組内にある山本組の舎弟となったため、KAもその配下として活動するようになった。1994年6月ごろには大阪市内のレディースクラブでホストとして働いていたが、この時にクラブの同僚だった少年Uと知り合い、Tが借りたビル（大阪市中央区千日前）の一室でともに寝泊まりするようになった。

### 死刑囚・少年HM
加害者少年H・M（以下「HM」と表記 / 長良川事件の当時18歳・現在49歳）は1975年10月23日・大阪市西成区生まれ。刑事裁判では傷害罪・殺人罪・監禁罪・強盗致傷罪・強盗殺人罪・死体遺棄罪に問われ、第一審・名古屋地裁判決 (2001) では「木曽川事件は傷害致死罪。被告人KMに従属的な役割だった」と認定されたことから被告人KAとともに無期懲役を言い渡されたが、控訴審・名古屋高裁判決 (2005) では「木曽川事件は殺人罪。被告人KMとは罪責に差はない」と認定されKM・KA両被告人とともに死刑を言い渡された。2011年4月1日付で死刑判決が確定し、2019年10月1日時点で死刑囚として名古屋拘置所に収監されている。
死刑囚3人の中では所属暴力団における序列は最下位だった。第一審公判中には名古屋拘置所内で自殺未遂・器物損壊行為を起こしたことがあったが、第一審の段階からキリスト教に帰依して洗礼も受けるようになり、「もし許されるなら伝道師になりたい」と話していた。また名古屋拘置所の関係者は2008年に青木の取材に対し「HMは独房で懸命に聖書を読み、教誨師による教誨にも（3人の中で）最も熱心に取り組んでいる」と証言している。一方で後述のように雑誌記事における報道の内容をめぐり出版社への訴訟を起こしたり、上告中 - 死刑確定後にかけて#国家賠償請求訴訟を多数起こしたりしているほか、関係者への手紙で「確定判決の事実認定には誤りがある」などと主張し、2016年12月には名古屋高裁に再審請求している。

#### HMの生い立ち
HMは7人兄弟の家に第4子として生まれたが、父親は元暴力団員で、母親もたばこを咥えながらゲームセンターに入り浸るような人物だった。生活はかなり貧しく、小学校時代は汚らわしい服装をしていたことなどを理由に激しいいじめを受け、次第に女手1つでHMたちを育てていた母親も家事をほとんどしなくなった。
小学校4年生になった1985年（昭和60年）ごろからは少年野球に打ち込み、大阪市内の少年野球チームに捕手として所属していたが、このチームの後輩には後にパ・リーグで強打者として活躍した元プロ野球選手（2017年時点で30歳代）がいる。少年野球チームでは人の良いコーチを兄のように慕い、試合・練習にも熱心に取り組んでいたが、その一方で小学校6年生ごろからは「いじめや家庭の問題を忘れられる」とシンナーを常習するようになった。1988年3月に小学校を卒業したが、中学校入学直後から不登校になり、西成区内の建設現場で働きながら暮らしたこともあった。中学校2年生だった1989年（平成元年）ごろには母親が失踪し、同年8月には窃盗で補導され、9月以降は教護院に入院した。さらに1990年（平成2年）8月には窃盗の非行で初等少年院に送致され、父親と死別した1991年9月に少年院を仮退院して父親が勤務していた運輸会社に就職したが短期間で辞め、その後も職を転々としながら非行を重ねた。
1992年10月には窃盗・恐喝・傷害・道路交通法違反などの非行により中等少年院へ送致された。一方で中等少年院へ送致されるまでの期間に女性と同棲し、少年院入院中の1992年には長男が誕生した。1993年（平成3年）9月に少年院を仮退院してからは兵庫県神戸市内でパチンコ店店員・鉄筋工として働き、1994年5月にはかねてから交際していた女性と婚姻して誕生した子供（長男）を認知した。しかしその後はホストクラブに勤めて多数の女性と交友し、妻子を顧みなかったため、同年8月に離婚した。

### その他共犯者
男T（大阪事件）
大阪市生野区在住（徳島県出身）。事件当時は45歳で山口組系暴力団山健組内にある山本組に現役構成員として所属し、政治結社の幹部としても活動していた。
KA・U・KM・HMの4人（大阪事件の加害者）を順に暴力団の配下として加え、大阪事件の現場となったアジトを提供し、加害者KMらと共謀して殺害された男性Aの遺体を遺棄した。大阪事件の死体遺棄罪に問われ、1995年4月21日に大阪地裁から懲役1年8月の実刑判決（求刑：懲役2年6月）を受けた。
少年U（大阪事件）
事件当時18歳・大阪市出身。
暴力団組員で、大阪事件ではKM・KA・HMの3人とともに男性Aを暴行し殺害した。10月2日に別の強盗致傷事件で南警察署（大阪府警察）に逮捕され、大阪家庭裁判所送致を経て保護観察処分になった。その後は行方を晦ましていたが、11月26日午前に両親に付き添われて南署へ出頭し大阪事件の殺人・死体遺棄容疑で逮捕された。
1995年9月12日に大阪地裁から懲役4年 - 8年の不定期刑に処する判決（求刑：懲役5年 - 10年）を受けた。少年刑務所を出所してから地元・大阪に戻って不動産会社に就職し、2008年10月中旬に青木理の取材に応じ、死刑判決を受けて上告していた共犯者3人の人柄について証言したほか、「人を殺めてしまった過去は一生背負って生きていくつもりだ。自分はたまたま大阪で逮捕されたが、もし捕まらずに彼らと一緒に名古屋まで行っていれば同じことをしていたかもしれない」と話した。
男V（木曽川・長良川事件）
事件当時20歳・福岡県生まれの無職。定職を持たずにぶらぶらしていたところ、大阪府松原市内で大阪事件を起こし逃亡中だった3人 (KM・KA・HM) と出会い、運転手として彼らの配下に加わった。そして木曽川・長良川事件に加担して10月15日に逮捕され、1996年3月19日に名古屋地裁で傷害致死幇助罪により懲役3年・執行猶予4年（保護観察付き / 求刑：懲役7年）の有罪判決を受けた。
少女W子（木曽川事件）
事件当時18歳・家事手伝い（愛知県一宮市在住）。加害者KMとはかつてシンナー仲間で、事件当時はXたちとシンナー仲間だった。
木曽川事件の殺人容疑で逮捕されたが、同事件の直後にはXとともにグループから別れており、長良川事件には関与していなかった。傷害致死罪に問われた少年審判の結果、1994年11月25日に名古屋家裁一宮支部で少年院送致の決定がなされた。
少年X（木曽川事件）
事件当時19歳・一宮市在住・無職。W子とはシンナー仲間でKMとも面識があった。
木曽川事件の殺人容疑で逮捕され、同年12月1日には殺人罪・傷害罪で名古屋地裁に起訴された。1995年7月6日に名古屋地裁で殺人罪により懲役4年 - 8年の不定期刑に処する判決（求刑：懲役5年 - 10年）を受けた。
少女Y子（木曽川・長良川事件）
事件当時16歳・一宮市在住・無職。木曽川事件・長良川事件の殺人容疑などで逮捕され、1994年12月16日には少年審判により名古屋家裁一宮支部で少年院送致の決定を受けた。
男Z（木曽川・長良川事件）
事件当時21歳・愛知県稲沢市稲沢町北山在住・無職。シンナー仲間の古株で、1997年3月5日に名古屋地裁で殺人幇助罪により懲役3年・執行猶予4年の有罪判決（求刑：懲役7年）を受けた。

## 事件前の経緯

### KMの強盗致傷事件
加害者KMは1994年8月10日22時前ごろ、パチンコ店「パーラーEX」（愛知県津島市杁前町）の駐車場で当時18歳少年（一連の事件とは無関係。保護観察処分 / 岐阜県海津郡在住）と共謀し、乗用車で店に来ていた会社員・甲（当時22歳）に対し「車で近くの中学校まで送ってほしい」と依頼し、自身は助手席に、共犯少年が後部座席助手席側に、KMの連れ1人が後部座席運転席側にそれぞれ乗車して発進させた。
KMは送ってもらう途中でコンビニエンスストアに立ち寄り、カッターナイフ1本（平成7年押第231号の1）を購入し、走行中の車内で共犯少年にカッターナイフを示し「これでやるんや」と伝え、2人で甲から金品を強奪しようと考えた。その後、いったんは「忘れ物を取りに行く」と言って甲に指示してパチンコ店へ戻り、再び自動車を走行させたが、同日22時30分ごろには甲に命じて津島市大字津島字南新開63番1の路上に停車させ、甲に自動車のライトを消灯させてエンジンも切らせた。すると甲に「態度がでかい」などと因縁をつけ、甲の顔面を拳で数回殴り、カッターナイフを突き付けて顔の前で刃を出し入れしたほか、降車した共犯少年が運転席の窓越しに甲の顔面を拳で殴った。さらにKMは甲に所持金を尋ね、甲の財布の中身を確認して「金額が違う」と因縁をつけ、さらにカッターナイフを握りしめた拳で甲の顔面を数回殴打した。一連の暴行によりKMは甲に通院加療約2週間の怪我（顔面挫創・顔面打撲の障害）を負わせた上で、甲の反抗を抑圧して現金30,000円を奪った（強盗致傷罪）。

### 主犯少年3人の出会い
先述の事件によりKMは強盗致傷容疑で愛知県警察から指名手配され、奪った金をもとに大阪府へ逃亡した。KMは大阪市内のパチンコ店で遊び、店内をうろついていたところでKAと出会い、KAから「俺は山口組所属だ」と聞いたことから「俺もヤクザになりたい」と要望した。これを聞き入れたKAはKMを千日前のスナックバーへ案内し、兄貴分の組員T（当時45歳）を紹介した。その上でKMはTの了解を得て、（既に配下だった）KAや少年U（18歳）とともに千日前のビルに寝泊まりさせることを承諾され、KA・Uに恐喝の方法を教えた上で3人で通行人から金品を恐喝し、それを遊興費・生活費に充てていた。
同年9月初めごろ、HMは知人が恐喝被害を受けた件でその加害者としてKMを突き止めたが、その件についてはKAの仲裁で話が付いた上、KAの口利きでTに引き合わせてもらった。HMもTの了解を得て千日前のビルでKM・KA・Tと4人で共同生活を送るようになった。そして同月中旬ごろ、KM・HM・UはTとの間で暴力団組員として杯を交わし、（先にTの舎弟になっていた）KAも含めた4人でTから組の代紋を受け取った。Tの配下になったKM・KA・HMの3人と配下の少年Uは同学年だったが、Tは席上で「KAを兄貴分に立てろ」と言い、4人の序列はTと知り合った順番で「KA＞U＞KM＞HM」になった。
4人組はアジト付近の道頓堀でシンナー遊び・パチンコ・ナンパに興じた一方、大阪市内（橋のたもと・路上）で「シノギ」としてカツアゲ（恐喝）を繰り返していた。またHMは「カツアゲだけでなく、三重県の工事業者に人夫を送り込んでその上前を撥ねよう」と考え、実際に9月23日には路上で捕まえた男性3人をアジトへ連れ込み、工事業者に人夫として送り込もうとしたが失敗し、その件で（当初KA・Uが寝泊まりしていた）千日前のビルが警察の捜査対象になった。そこで4人はTに新しいビルの一室（大阪市中央区島之内二丁目のマンション・4階408号室）を借りてもらい、9月27日（大阪事件の前日）に転居した。

## 大阪事件

### 被害者Aを暴行・殺害
殺害現場：大阪府大阪市中央区島之内二丁目・暴力団事務所
最初の事件となった大阪事件は1994年9月28日3時ごろに発生した。これはKM・KA・HMとUの計4人が暴力団員としての「義兄弟関係」を結んでからわずか2週間後だった。
KM・HMの2人は自分たちの縄張りにしていた大阪市中央区道頓堀一丁目の繁華街で、被害者・男性Aとその友人男性（いずれも当時26歳）の2人とトラブルになった。KM・HMは2人を何度も殴りつけ、小突きながら事務所前まで連れて行ったが、Aの友人は隙を見て逃げ出したため、残るAを拉致・監禁した。KM・HMは事務所でKA・Uに対し「こいつ（A）を人夫として工事業者に送り込むつもりだ」と説明し、Aの着衣を脱がせてトランクス1枚にしたほか、その両手をベルトなどで後ろ手に縛り、口の中に靴下を押し込み、顔面にガムテープを巻き付けるなどして身動きを取れない状態にした。その上で4人は同日朝まで同室内で賭けトランプなどに興じたが、いかさまに気付かず1人負けしたHMはその腹いせにAを数回足蹴りするなど暴行を加えた。
また4人は同日午後にかけて数回にわたり工事業者と連絡を取ろうとしたが、うまくいかずに苛立ちを募らせた。同日19時過ぎごろにはKMがHMの女友達に耳掃除をしてもらったが、それを見たHMは八つ当たりにAの身体を足蹴にし、女友達らを連れていったん外出したが、忘れ物に気付いて室内に戻ったところ、KAたちから「関係のない女友達の前で暴行をするな」「格好をつけるな」などと非難されたため、腹いせに再びAの体を足蹴にした。これにKM・KA・Uも加わり、こもごもAの身体を足蹴にしたり、ベルトで殴りつけるなど暴行を加えたほか、Uが火の付いたタバコをAの背中に押し付けたり、KMがライターオイルをAの背中に垂らして着火したり、HMが火傷したAの背中をボールペンで突くなどした。そして最終的には「こいつは工事業者に送り込めないし、負傷している」とAの処置に困惑し、「Aを消してしまおう」「やってしまおうか」などと話し、UがAに対し希望する死に方を尋ねるなどした。その後、KAがAを連れてきたKM・HMにAの処置を尋ねたところ、KMはHMに「お前はどうする？」などと言い、暗に犯跡を隠蔽するためAの殺害を持ち掛けた。するとHMもその意図を察知して「一番格下の自分がAを殺害しなければならない」と決意して「俺がやりますわ」などと答えたため、KM・HMの間でAを殺害する旨の共謀が成立した。「当初の恐喝目的からいつの間にか殺人にエスカレートする」という異様な状況だったが、4人の中に「待った」をかける者は誰もいなかった。
1994年9月28日19時30分ごろ、KM・HMは大阪市中央区島之内三丁目のビル室内で殺意を持って、うつぶせになっていた被害者Aの頸部に前から革のベルトを掛けて巻き付け、後部で交差させた上、その両端を強く引っ張って絞めつけた。やがてKA・Uも加えて4人で代わる代わるベルトの両端を引っ張ってAの頸部を絞めつけ、20時ごろに被害者Aを絞頸により窒息死させて殺害した（殺人罪）。被害者Aが血の混じった鼻水を出したり失禁したりしても4人は躊躇せず、Aを確実に死亡させようとさらに首を絞めた上、たばこの火をAの遺体に押し付け、反応がないことを見てAの死亡を確認したほか、「腹が減った」として同じビルの1階にあった中華料理屋に行き食事をした。

### 死体遺棄
死体遺棄現場：高知県安芸郡奈半利町甲1845番地の2（山中）
被害者Aを殺害した後、Tが事務所に顔を出したため、KAが事情を説明し、死体の処分方法を相談した。KM・KA・HM・Uの4人はTと共謀し、22時ごろに室内で被害者Aの死体を布団で包み、ガムテープで固定するなどした上で、4人がかりで外へ運び出し、Tの運転する自動車のトランク内に積み込んだ。
徳島県出身だったTは「大阪から離れた四国の山中に死体を捨てれば足がつかないだろう」と考え、KA・HMを事務所に残してKM・Uの2人とともに車に乗り、六甲アイランドフェリー埠頭（神戸港・兵庫県神戸市）から徳島港行きのカーフェリーに乗船して四国へ渡った。そして国道55号を南下しながら死体を遺棄する場所を探し、9月29日5時ごろに高知県安芸郡奈半利町甲1845番地の2付近の山中まで死体を運んだ。そしてKM・Uが山中に死体を投げ捨てて遺棄し（死体遺棄罪）、高知自動車道・高松自動車道および瀬戸大橋（瀬戸中央自動車道）を経由するルート（1994年当時の高知 - 大阪間の最短ルート）で大阪へ戻った。
被害者Aの遺体は1994年11月22日に蛆虫状の幼虫が多数群がり、全身がほぼ白骨化した状態で発見され、その重量は約9.1 kgしかなかった。司法解剖の結果、Aの遺体は内臓破裂に加えて左鎖骨・左第3肋骨・第4肋骨の骨折が確認された。

### 大阪事件後
大阪事件から2日後の1994年10月1日19時ごろ、KMはUと共謀した上で道頓堀一丁目の路上を歩いていた高校生3人組を恐喝した。被害者は18歳少年1人＋17歳少年2人で、KMは道頓堀一丁目6番17号の喫茶店へ連れて行き、3人に対し「俺はダムに人を落とした」「マンションの屋上から（人を）落としたことがある。逃げた奴はダムに捨てた。逃げたら殺す」「財布を出せ」などと脅し、19時30分ごろに3人からネックレス2本（時価約10万円相当＋25,000円相当）と現金55,000円（22,000円＋12,000円＋21,000円）、財布2個を脅し取った（恐喝罪）。さらに3人のうち、17歳の少年1人に対し「喧嘩を売った」などと因縁をつけ、同日20 - 21時ごろまでの間、前述の島之内のたまり場でKAが被害者の顔面・頭部・腹部などを多数回拳で殴りつけたり、腹部を多数回足蹴にしたりなど暴行を加え、包丁を目の前に突き付けて「刺すぞ」などと脅迫したほか、ネックレスを渡そうとしなかった18歳少年の態度に逆上して頭部などを拳で数回殴ったり、包丁を左太腿・左腕に突き付けるなどして脅迫した。加えてKMも被害者の顔面を拳で殴るなどしたり、HMと共謀した上で残る1人の少年（17歳）に対し「お前だけ殴っていない」と因縁をつけ、顔面を拳で殴る・足蹴にするなどの暴行を加えた（暴力行為等処罰法違反）。
しかし逃げた被害者らが親に被害を打ち明け、警察に通報したため、Uは翌日（1994年10月2日）にパトロール中の南警察署（大阪府警察）署員に強盗致傷容疑で逮捕された（その後、保護観察処分）。恐喝事件の捜査のためアジトの一室へ大阪府警が家宅捜索に入った。これを受け、当時偶然にも外出中で警察の手を逃れたKM・KA・HMの3人はそのままアジトに戻らず逃走を図った。

## 木曽川事件
木曽川事件について第一審・名古屋地裁判決 (2001) は傷害致死罪と事実認定したが、控訴審・名古屋高裁判決 (2005) は傷害罪＋殺人罪の併合罪成立を認定した。

### 愛知県へ逃走
1994年10月4日、逃走中の3人は兄貴分であるKAの提案で近鉄南大阪線に乗ってKAの育った松原市へ向かい、同市内のパチンコ店に遊びとカツアゲを目的に入店した。そして暴走族風の男に狙いをつけ、当たり障りのない会話を振ったが、その相手が男V（当時20歳）だった。Vは自家用車として白いホンダ・シビックを持っていた一方、定職を持たずにぶらぶらしており、3人に対し「仲間に入れてほしい」と頭を下げた。これに対し、KAは「運転手をやれ。俺たちに従うなら飯はただで食わせてやる。女も紹介してやろう。給料も払ってやる」と条件を提示した。Vもこれを受け入れて仲間に加わったため、3人はVが運転するシビックに同乗して移動することになった。
行き先についてKAは「奈良県へ行こう」と主張した一方、KMは土地勘を有し、知り合いもいる愛知県へ向かうことを主張し、結局は愛知県へ向かった。この途中、深夜になってVが半信半疑で「『女を紹介する』という約束はどうなったんだ」と尋ねてきたため、KMがかつてシンナー仲間だった少女W子（当時18歳・一宮市在住）に電話を掛けて「シンナーパーティーをやろう」と持ち掛け、W子もこれに応じた。翌日（10月5日）7時30分ごろになって4人はW子宅（一宮市）へ到着したが、W子は市内在住のシンナー仲間でKMとも面識のあった19歳少年Xを誘った。KM・KA・HM・V・W子・Xの6人はしばらくボウリング場・パチンコ店などで時間を潰し、10月6日1時ごろになってW子が仲間の少女Y子（当時16歳）を呼び出し、Y子を加えた7人でシビックに乗車して名古屋市中区栄までシンナーの買い出しに向かった。
シンナーを購入し、一宮市へ戻ったKMら7人は一宮市内のラブホテルに入り、10月6日3時40分ごろ - 13時10分ごろまでシンナーを吸ったり、カラオケを歌ったり飲酒したりなどして過ごした。同日午後は再びパチンコなどをして過ごした。

### 被害者Bへの暴行
被害者Bへの暴行現場：愛知県稲沢市稲沢町北山・当時の加害者Z宅（付近）
18時ごろになってシンナーを吸いたくなったKMがXに「落ち着いて（シンナーを）吸える場所はないか？」と尋ねたところ、Xはシンナー仲間の古株である男Zの家（愛知県稲沢市稲沢町北山）を提案した。KM・KA・HMの3人を含めた一行は「そこならシンナーを楽しめそうだ」と考え、同日18時ごろにZ宅へ到着した。Vを除く一行の6人（KM・KA・HMとW子・X・Y子）は新たに3人（Zとその妹、妹の女友達）を加えた9人でシンナーを吸い始め、しばらくするとKMが突然Zに対し「何ガンつけてるんだ」と因縁をつけて暴力をふるったが、この時はZの妹が制止したために収まった。
シンナーパーティーが始まってから1時間後にはシンナーが足りなくなったため、Zが近くに住む不良グループの仲間の1人である男性B（当時22歳）に「シンナーを持ってきてくれ」と電話した。KMとも知り合いだったBはジュースの空き瓶に小分けされたシンナーを2,500円で購入してZ宅へ持参したが、かつて交際していた女性をKMから強姦同然に奪われた過去があり、シンナーを吸いながらKMをたびたび睨みつけ、KMから掴みかかられると逆に牽制しようと「刑事を呼んでもいいんだぞ」と言い放った。
しかし19時40分ごろ、この言葉に逆上したKMはBの顔面を拳で殴ったり足蹴りしたりした。またKAもBの身体が邪魔になってテレビが見えにくかったことや、自身も「Bから睨まれている」と感じて腹を立てたことからKMに加勢し、Bの顔面・頭部を拳で殴るなどした。Zの時と違い、シンナー仲間たちは誰もBへの暴行を止めようとせず、KMらはそれぞれの間で暗黙のうちに意志を相通じて共謀してBへの暴行を加えた。
大阪事件とは無関係だったXもBへのリンチに加わり、Bの顔面を拳で殴った。さらにKM・Xはこもごもビールの空き瓶・ウイスキーボトル（平成7年押第231号の7）でその頭部・顔面・背部などを殴打したほか、KAも加えて3人で箒（平成7年押第231号の3）の柄でBの手・肩・背部などを多数回殴打した。そしてW子もKMの先輩だったBに対し「情けない先輩だな」などと言い、KMとともに箒の柄でBの身体を複数回殴打した。さらに別室にY子と2人でいたHMも、KMから「お前何やってるんだ、いちゃついてないでお前もやれ」などと指示されたことから暴行に加わり、ビールの空き瓶・箒の柄などでBの身体を殴りつけた。その間、少女たちはBへの暴行を傍観しながらZ宅の電話を使って宅配ピザを注文し、KMたちは21時20分ごろに配達されたピザを食べ、ウィスキーを飲んだりしながらBへの暴行を継続した。そしてKMはピザを食べる際に使用したフォークをBの頭部に突き刺し、そこから出血してくるとウィスキーを傷口に注いだり、包丁を突き付けたりした。またXもKMが包丁とともに持ってきた醤油差しを使ってBの頭部に醤油を垂らしたりした。
同日22時30分ごろ、Zが「そろそろ父親が帰宅する時間だ」と告げたため、KMは無抵抗のBを立ち上がらせて歩かせようとしたが、Bは玄関を出たところで足を引きずりながら脱走しようとした。しかし約20 m程度逃げたところでXらに追いつかれて捕まり、Xの「木曽川べりの緑地公園なら人気がない」という一言でリンチの場所が決まった。

### 被害者Bを殺害
殺害現場：愛知県尾西市祐久字外浦36番地・木曽川左岸堤防「尾西文化広場」駐車場（現：愛知県一宮市祐久外浦36番地）
同日23時ごろ、KM・KA・HMおよびW子・X・Y子・Zの7人はVの運転する車で2便に分かれて場所を移動することにし、Z宅から7 kmほど離れた木曽川沿いにある「愛知県木曽川祖父江緑地公園」（以下「祖父江緑地公園」。愛知県中島郡祖父江町大字祖父江字鍋島132番地 / 現：愛知県稲沢市祖父江町）へ移動した。そしてKM・KA・HMとX・Wは祖父江緑地公園で共謀してリンチを再開し、HMが近くで拾ったカーボン製パイプ（セイルボード製マストの1部分 / その一部が「平成7年押第231号の2」）でBの身体を十数回殴打したほか、KM・Xもそれぞれ箒の柄・カーボン製パイプでBの頭部・大腿部などを約10回ずつ殴打し、KAも箒の柄でBの身体を殴打した。途中でBは祖父江緑地公園駐車場へ入ってきた自動車に気付いて追い返したが、警察に通報されることを恐れてさらに場所を移動することを決め、再びVが運転する車で2便に分かれて木曽川左岸堤防に隣接した「尾西文化広場」の駐車場（愛知県尾西市祐久字外浦36番地 / 現：一宮市）へ移動した。Bは既に重傷を負ってはいたが、この時点では死に至るほどではなく、最悪の事態を避ける機会はあったが、KMらはリンチを続けてBを死亡させた。
KM・KA・HMとX・W子は尾西文化広場駐車場でもBへの集団暴行を繰り返し、KAは箒の柄でBの頭部などを多数回殴ったり、堤防の上からBの身体を堤防下へ転がり落としたりしたほか、HMもカーボン製パイプで頭部・背部を数回殴打した。またKMもカーボン製パイプでBの頭部などを多数回殴打し、XもBの頭部を数回足蹴りした。この時には「死ね」などと叫びながらBを殴打するKMに対し、W子が「やめて、本当に殺しちゃう」と制止したが、KMはこれを聞き入れなかった。またXがシンナーの入ったビニール袋をうつぶせになったBの左脇腹近くにおいて点火したが、7時間弱にもおよぶ長時間にわたり強度の暴行をほぼ間断なく執拗に加えられたBは意識が低下しており、ビニール袋に入ったシンナーが自分の肌に接した状態で燃え上がっても払いのけることすらできず、緩慢で微弱な反応しか示せない状態に陥っていた
KM・KA・HMとXはBの処置について相談した結果、犯跡を隠蔽するためBの身体を木曽川に流すことに決めた。2時30分ごろ、KMの指示を受けたXがBの身体を蹴って堤防上から堤防下まで転がり落とし、KA・HM・X・ZはBの両手足を持って引きずったり、脚でBの身体を蹴り転がしたりして、木曽川河川敷の雑木林内までBを移動させて放置した。Bは草むらに放置された直後まで細い声でうめいていたが、やがて死亡した。
被害者Bの死体は事件から6日後の10月13日に木曽川左岸河川敷の雑木林内（木曽川に向かい堤防の法面の下段端から約10.1 m地点）で発見されたが、死後変化が高度に進行して多数の蛆（最大約14 - 15 mm）が付着し、その蚕食により頭部から体幹にかけての軟部組織をほとんど欠き、内部臓器もなくほとんど白骨化した状態で、その重量は約12.5 kgしかなかった。

## 長良川事件
長良川事件では被害者3人への監禁罪、および死亡した被害者2人への強盗殺人罪＋負傷した被害者1人への強盗致傷罪が成立している。

### 事件前の経緯
被害者3人に因縁をつけた現場：愛知県稲沢市井之口大坪町80番地「稲沢グランドボウル」
Bが死亡したリンチ事件（木曽川事件）の後、8人のうち男女2人（後述するX・W子）はグループから別れて帰宅した。一方、KMら残る6人は前日に宿泊したラブホテルで雑魚寝し、10月7日16時ごろにチェックアウトした。この時には「ここにいても面白いことはないから大阪に戻ろう」という話も出たが、結局KM・KA・HMの3人はいったん解散してパチンコ・カラオケなどで夕方まで時間を潰し、再び合流して夕食を摂った。そして20時ごろ、KM・KA・HMはV・Y子・Zとともに「稲沢グランドボウル」（愛知県稲沢市井之口大坪町80番地）へ赴いた。一方で本事件により殺害された被害者である男性C（当時19歳・アルバイター）・男性D（当時20歳・会社員）と負傷した男性E（当時20歳・大学生）は尾西市内にあった中学校の同級生で、それぞれ親しい間柄にあり、同日は地元にあるこのボウリング場を3人で訪れていた。
同日21時45分ごろ、KM・KAはボウリングを終えて同店出入口に向かったところ、ボウリング場を訪れたC・D両被害者とすれ違ったが、その際に「C・D両名が自分たちの方を見て笑った」と感じて立腹し、KMが「何がおかしいんだ。どこの者だ」などと言い、KAも「何見てんだ、お前」などと言ってC・D両名に因縁をつけた。さらにKMは「Cが俺たちを馬鹿にしたような態度を取っている」と感じ取り、C・Dやその近くにいた友人Eを「外で話をしよう」などと言ってボウリング場の外へ連れ出した。また、その途中でエスカレーター降り口付近にいたHMもKM・KAがC・Dらを伴ってボウリング場の外で行くのを見てKMらに合流した。
KMらはCら3人を駐車場の植え込みに座らせたが、その際にKAはCに対し「何見てるんだ」などと言って顔面を殴りつけた。さらに後ろにひっくり返ったCに対し、KMは「誰の顔に何が付いているんだ。お前、さっきやる態度を取っただろう。やるんだったらタイマン張ってやるよ」などと言い、Cの髪を掴んで立たせた。その上でKMはCの顔面を7，8回足蹴りし、Cは鼻血を出した。そしてKAはセカンドバッグを持っていたDに対し「バッグを貸せ」などと言ったが、Dはバッグを両手で抱えるようにして取られないようにしたため、その顔面を拳で1回殴り、DはKAの指輪が当たったことで鼻血を流した。さらにKMも「兄貴 (KA) が貸せというのに何で貸さないんだ」と言ってDを数回殴りつけた。その様子を見ていたHMは「KMたちはCたちに暴行を加え、Cたちが持っている金品を奪うつもりだ」ということを知った上で、好意を寄せていた少女Y子の前で虚勢を示す心情も加わり、KMたちに加担した。HMは「俺の本性見せたる。あいつらやったる」などと言いながらCの身体を足蹴りしたり、その顔面・腹部を拳で殴りつけたが、付近を人が通ったためにKMは「人通りがあるから移るぞ」と言い、C・D・Eの3人を連れて自動車内に監禁した上で場所を移動することにした。その上でKMはEから3人が乗ってきた普通乗用自動車（ミラ）の鍵を取り上げてKAに渡し、KMはVが運転するシビック（2ドア）の運転席側後部座席にEを乗車させ、その隣にY子とともに乗車した。さらに助手席にはZが乗車し、22時ごろに駐車場を出た。またKA・HMはミラの後部座席にC・Dを乗車させ、後部座席両側のドアにチャイルドロックを掛けた上で運転席にKA、助手席にHMがそれぞれ乗車し、KAが運転してシビックに追従して駐車場を出た。

### 被害者3人を監禁して連れ回す
被害者3人を暴行した現場：愛知県江南市宮田神明町緑「江南緑地公園」木曽川左岸グランド駐車場
江南緑地公園木曽川左岸グランド駐車場（愛知県江南市宮田神明町緑）へ向かう途中、シビックの車内でKMはEに対し拳・漫画の月刊誌の背表紙・ボクシンググローブで顔面・頭部を多数回殴ったり、「Vの代わりに運転しろ」と要求したほか、「お前のミラをY子に無償で譲れ。車両の名義もすぐに変更しろ」などと要求し、Eはそれらの要求にただ「はい」と答えていた。さらにKMはEに「いくら持っているんだ？財布を見せろ」と言い、Eから1,000円札3枚（3,000円）が入った財布を渡されるとうち2,000円を奪い（強盗罪）、1,000円札1枚を残した財布をEに返した。またKMはEに「キャッシュカードはどこにあるんだ。いくら残っているんだ」などと尋ね、Eから「キャッシュカードは家にあるが、残高はない」などと回答されると「後ろの人間（C・D）はいくら持っているんだ」などとさらに尋ねた。
またKAはZが運転するシビックに追従し、C・Dを監禁した状態でミラを運転していたが、HMは22時ごろに江南市方面へ走行していた車内でC・Dに対し「財布を出せ」などと脅迫した。これに対しCが「D・Eにおごってもらうつもりだったからお金は持っていない」と答えたことに対し、HMはKAとともに「嘘をつくな」と言い、その後Dが差し出した財布から現金8,000円を抜き取った。HMはKAに対し「このお金はどうする」と尋ねたが、KAから「KMは向こうで（Eから）取っているからいいだろう」と言われたため、HMはKAの取り分として「半分を後で渡す」とKAに言った。
22時30分ごろになってシビック・ミラともに江南緑地公園の木曽川左岸駐車場に到着し、KM・ZはVが運転していたシビックから降車したが、Eは引き続きシビック車内に監禁された。一方でCはミラの後部座席ドアを開けて逃げ出そうとしたが、これに腹を立てたHMはCの顔面を後部座席ドアの窓に押し付けるように足蹴りしたほか、Dに対しても「お前も一緒だ」などと言って身体を足蹴りした。またKMもKAが運転していた軽自動車（ミラ）の方へ行き、C・Dを車外へ引っ張り出してCの顔面を数回殴打した。その上でDの財布の中身を確認していたKAを見ていったんシビックに戻り、Eに「財布を貸せ」と言って再びEから財布を受け取り、KAに渡した。また、KAは「Dのカードに10万円入っているからその金を取らせよう」などとKMに提案したが、KMから「こんな顔で返したら家の人が警察に通報する。徹底的にやりましょう」と言われたため、「もう俺は知らん」と言っていったんミラを降りた。一方、HMはKMから「シビックの車内でEが反抗した」などという話を聞かされ立腹し、シビックの運転席側後部座席に座っていたEの顔面などを数回足蹴りした。
しかしこの公園駐車場付近にはアベックなどの人気があったため、KMらは場所を移動することを決め、シビックにEを、ミラにC・Dをそれぞれ乗車させた上で、再び車に乗り込んで駐車場を立ち去った。KAは走行中のミラの車内でHMに対し、KMの話を伝え「あいつはまたやる気だ」と言ったところ、HMは「昨日もやって今日もか」と言った。一方、ミラの前方を走行していたシビック車内でKMは行き先について「金華山」（岐阜県岐阜市）「養老の滝」などの地名を出したほか、「名古屋港に沈めてやろうか？」などとEを脅した。そのままシビックが先行し、ミラが追従する形で走行していたが、KAが行き先を確認するため苅安賀南交差点（一宮市）付近でミラの前照灯を使って合図し、先行していたシビックを停車させた。KMはシビックの方に来たHMを介してC・Dに金華山や名古屋港への行き方を聞いたほか、HMは同所付近でCら3人に暴行を加えるための凶器を探したが、適当なものを見つけられず、その場を出発した。その後、KMは途中で「ローソン津島蛭間店」（愛知県津島市蛭間町）に立ち寄った際に店頭でたむろしていた者たちに名古屋港への道順を聞いたが、「名古屋港は警察が多いから行かない方がいい」と言われたために養老の滝への道順を聞いた。またKMは同店駐車場で壊れたフェンスの支柱部分（太いアルミ製パイプ）や桟の部分である細いアルミニウム製角パイプ（長さ約87 cm・縦約1.8 cm・横約1.6 cm）を見つけ、HMに「いいものがあったぞ」などと言って太いアルミ製パイプ1本を渡した。HMはそのパイプをミラに積み込み、KMも細いアルミ製パイプ数本をシビックに積み込んだ上で、引き続きシビックの先導で同店を出発し、途中で再びコンビニに立ち寄って養老の滝への道を聞くなどしながら、岐阜県こどもの国駐車場（岐阜県養老郡養老町高林1298番地）へ至った。こどもの国駐車場でシビックを降車し、ミラの方へ向かったKMはHMから「兄貴はこれでやってください」と言われて太いアルミ製パイプを渡されたが、HMが付近の家に明かりが点いていることを言ったため、再び移動することとなった。しかしこの後、KA・HMは走行中の車内で「KMに引っ張り回され続けている」として憤懣を募らせ「いい加減にしてほしい」などと言い合った。

### 被害者2人（C・D）を殺害
殺害現場：岐阜県安八郡輪之内町楡俣92番地の長良川右岸堤防
KM・KA・HMたちはC・D両被害者の処置について思案しながら連れ回していたが、（殺害現場となった）長良川右岸堤防手前の東海大橋付近で犯跡を隠蔽するために2人を殺害することを決意し、1994年10月8日1時ごろに岐阜県安八郡輪之内町楡俣92番地（長良川右岸堤防）で被害者2人を集団暴行して殺害した（強盗殺人罪）。
岐阜県こどもの国を出発した後、KA・HMは再び行き先を確認するため、東海大橋付近でミラの前照灯で先行するシビックに合図を送った。HMがシビックに近づき「何をやってるんだ、早くしろ。あそこ（殺害現場）でやればいいんだろう」「川沿いに行けば堤防くらいあるだろう」などと言ったため、KMはVに「長良川の堤防道路へ行け」と指示し、10月8日1時ごろに殺害現場の道路待避所にシビックを停車させ、追従して走行していたミラも止まった。
HMはまず太いアルミ製パイプをシビックへ取りに行き、そのパイプを持ったままCを連れて堤防の下へ下りると、アルミ製パイプでCの頭部を殴打したが、Cが堤防法面の中段（平らな部分）を走って逃げだしたために追いかけて捕まえ、連れ戻した。またKAは堤防道路から堤防法面の中段へ下りてきたが「Cが『逃げない』という約束を破った」として憤激し、HMから太いアルミ製パイプを受け取った上で「面・胴・小手」などと剣道の真似をしながらCの頭部・上半身・手などを10回ほど殴打した。その後、再び太いアルミ製パイプを受け取ったHMはCを堤防法面の中段から河川敷へ蹴落とし、アルミ製パイプを用いてCの頭部・背部・脚部などを多数回殴打した。
またKMは走行中のシビック車内で「Eを運転手として利用しよう」などと話していたため「EではなくDに暴行を加えよう」と考え、ミラの後部座席にいたDを車外に出し、堤防上から堤防中段、さらには河川敷へ2回にわたりDを蹴り落とした。そしてKMは河川敷でDに「死ね」などと言いながら細いアルミ製パイプで頭部・背部・腹部・脚部などの全身を多数回殴打したが、倒れたDが「なんで俺がこんなことされなきゃいけないんだ」などと言って自分の足に掴みかかってきたため、「離れろ」などと言って足蹴りした。一方でこのころ、Eは車内に監禁されたままで、Vから「あの音が聞こえるか。あれはCたちを殴っている音だ」「あの人たちはヤクザだ」などと脅されていた。
しかしKM・HMによるC・Dへの暴行があまりにも激しいものだったため、これを見ていたY子は2人に対し「やめやあ」などと言ってその暴行を止めようとしたが、HMはいったんやめてもすぐに暴行を再開したほか、KMはかえってY子に対し「お前もやるぞ、やられたいのか」などと言い返し、Dへの暴行を継続した。そのためY子は堤防上に上り、付近にいたV・Zに対し「止めてほしい」と言ったが、「俺たちでは止まらない」などと言われたため、KAに暴行をやめさせるよう頼んだ。これに対しKAは「言っても無駄だ」と思ってはいたが、Y子に対し「『俺がやめろと言っている』と伝える」と返答した。これを受けY子は河川敷へ戻り、KM・HMにその旨を伝えたが、HMは「俺が責任を取るからいい」などと答え、KMとともに被害者C・Dへの暴行を継続した。またKMは凶器として使っていた細いアルミ製パイプが折れ曲がってしまったため、HMから受け取った太いアルミ製パイプでさらにCの身体を複数回殴打したほか、Dの頭部・背部などを数回殴打した。
HMはY子から「Cを病院に連れていけば助かる」と言われたが「あかん、もう駄目だわ」などと言い、Cのシャツをめくって煙草の火を押し付けた。この時点でCは身動きしなくなっており、Dもうなり声を出すだけでほとんど動かない状態になっていた。その後、堤防上の待避所に車が止まったため、KM・HMはC・Dをそのまま放置してY子とともに堤防上へ上り、KMはV・Y子・とともにEを閉じ込めていたシビックに乗車し、HMもKAとともにミラに乗車してそれぞれ現場を離れた。一連の暴行により、被害者C・被害者Dともに多発損傷に基づく組織間出血で失血死した。2人の遺体は激しい暴行によって頭部が血に染まり、被害者Cの遺体は頭蓋骨が陥没していたほか、多数の骨折（左肩・両腕・大腿骨など）があり、右手中指・人差し指の付け根が裂けていた。
KMはシビックの車内で「1人は意識不明で死んだかもしれん。もう1人はうーって唸っていた。あいつにとどめ刺しとけばよかった」などと言い、運転していたVに車をUターンさせるよう指示して現場へ戻らせたが、現場付近に車が止まっていたためそのまま通り過ぎた。またHMはミラの車内でKAから「死んだのか」などと尋ねられ「1人は死んでるかもしれん。もう1人はわからん」などと答えた。さらにKMはグループの仲間である2人の少女（W子・Y子）が被害者たちへのリンチに手を出さなかったどころか、逆に苦しむ被害者たちを見て「もう死んでしまうからやめて」などと犯行を阻止しようとする態度を見せていたことから「警察に通報されるかもしれない」と恐れ、犯行後に「W子・Y子を後で殺すつもりだ。1人殺すのも100人殺すのも同じだ」と仲間に話した。しかしこの発言が仲間たちを「もうついていけない。今度は自分たちがやられるかも」と恐怖させ、10月13日に仲間4人（W子・X・Y子・Z）が身の危険を感じて自首するきっかけとなった。

### 被害者Eを解放
被害者Eの車「ミラ」が放置されていた現場：愛知県一宮市三ツ井三丁目2番地37号（一宮市役所丹陽町出張所 / 住所は2020年時点）
被害者C・Dの2人がKM・HMの暴行により殺害された後もEはシビックの車内に監禁され続けた。一方でKMらはC・Dを殺害した後、Eを連れたまま殺害現場を立ち去り、給油などをしながら「サークルK一宮インター店」（愛知県一宮市丹陽町三井460番地）へ移動した。
10月8日2時30分ごろ、KMは同店でKA・HMを「ちょっとこっちに用事がある」などと呼びつけて「俺はここで別れたい」と言った。しかしKA・HMは「Eの身柄などを自分たちに押し付けるつもりだ」と思って憤慨し、KAは「全部俺たちにやらせるのか」などと言った。KMはこれに対し「それなら俺もやりますわ」などと言い、同店駐車場にて細いアルミ製パイプで数回Eの頭部を殴りつけた。これを見たKA・HMが「Eの身柄は自分たちが引き取る」旨を告げた上でKMにミラの処分を依頼し、KMはVとともにミラを同所から移動させ、一宮市役所丹陽町出張所（一宮市丹陽町内）の駐車場で指紋などを消すため、ミラに消火器の消火剤を散布した上で同所に放置し、サークルK一宮インター店へ戻った。そしてKMはY子・Zとともに3人でタクシーに乗車してその場から立ち去った。
一方で同店駐車場でKM・Y子・Zの3人に代わってシビックの助手席にHMが、後部座席にKAがそれぞれ乗車し、Eを乗せたままVがシビックを運転して大阪市方面へ向かった。HMは走行中の車内でEから現金1,000円・財布1個（時価約1,000円相当）を強取した（強盗致傷罪）ほか、Eに対し「琵琶湖に沈める」「瀬戸大橋から落としてやろうか」などと言って脅迫した。
KAはVに大阪南港（大阪市住之江区）へ向かうよう指示し、シビックは10月8日6時ごろに大阪南港へ到着した。KAは車内にEや寝込んでいたHMを置いたまま車外に出て付近で時間を潰し、Eの身柄の処置についても思案したが、最終的にEを解放することを決め、その旨をVに伝えてシビックを同市内の天王寺駅方面へ向かわせた。その後、大阪南港を出発してから目を覚ましたHMは大阪南港に行っていたことを聞き、「それを言ってくれたら俺が（Eを海に）沈めてやったのに」などと言い、Eの解放にも消極的な態度を示した。しかし最終的にはHMもEの解放に納得し、8時30分ごろにKAはEに対し「帰りの交通費」として4,000円を渡し、近鉄難波駅（現：大阪難波駅）付近の路上（大阪府大阪市中央区難波三丁目5番8号）で解放した。被害者Eは最終的には解放され一命を取り留めたが、長時間にわたり車内に監禁されて金品を奪われ、一連の暴行により全治約1週間の頭部外傷および顔面・頸部挫傷の怪我を負った。

## 捜査
長良川事件の翌日（10月8日）6時15分ごろ、現場付近の長良川堤防道路を通りかかったトラックの運転手が車を整備しようと路肩に停車したところ、堤防道路の駐車帯から約30 m下ったところの雑草地で、頭から血を流してうつぶせに倒れ死亡している男性2人（C・D）の遺体を発見し、近くの民家を通じて大垣警察署（岐阜県警察）に110番通報した。2人の遺体は同日午後に岐阜大学医学部で司法解剖され、死因はいずれも数種類の凶器で多数回殴られたことによる失血死と判明した。またもう1人の被害者である被害者E（負傷）が岐阜県警に対し「見知らぬ相手（10歳代後半 - 20歳代前半の4人以上）とトラブルになり、空き地のような場所で襲われた」と証言したほか、現場一帯では多くの足跡・車のわだちが確認され、血痕も複数見つかった。このため岐阜県警（捜査一課・大垣署）は「複数人による集団暴行」と断定し、10月9日には傷害致死事件として大垣署内に捜査本部を設置した。
Eは1994年10月10日に行われた事情聴取に対し「自分たち3人はボウリング場で女性と知り合ったが、その女性を巡って見知らぬ若い男たちのグループとのトラブルに巻き込まれた（その女性が一緒にいたかどうかはわからなかった）。自分とC・Dがそれぞれ別々に拉致され、犯行グループの車に連れ込まれて数か所を連れ回され、殺害現場となった河川敷堤防上に到着すると車内後部座席で『うつむいておれ』と脅され、解放されるまでの間に複数人から殴られた」と証言した。その証言から被害者3人と犯行グループのトラブルの発端となった若い女性（20歳前後で犯人グループと深い関係があった）の存在が突き止められた。一方で犯行グループに奪われ、事件後に一宮市内で消火剤を撒かれて放置されていたEの軽乗用車からは少年KM（当時、愛知県警により強盗致傷容疑で指名手配中）の指紋が検出され、捜査本部は「犯行グループはKMを含む尾張地区の不良少年グループ6人」と断定した。このことからグループに属していたKMたち4人（KMを除き3人＝事件後に行方不明になった男2人＋トラブルの原因になった女1人）を特定して行方を追ったほか、残る男2人もKMの周辺にいると推測して特定を急いだ。さらにEから「C・Dの殺害現場から大阪市内まで車で運ばれる途中、犯行グループがコンビニに立ち寄っていた」との証言を得たため、捜査本部はその店を特定した上で事件当日（7日夜 - 8日未明）の防犯カメラに記録されたビデオ映像を分析し、犯行グループにいた若い女やKMの姿が映っていることを確認した。

### 木曽川・長良川事件で検挙
一方で運転手役のVは長良川事件発覚の翌日（10月9日）に大阪から一宮市へ戻り、X・W子・Y子らと合流して車内でシンナーを吸っていたが、その現場を一宮警察署（愛知県警察）の署員に押さえられた。またKAは10月12日に大阪府警へ出頭し、別の強盗事件で逮捕された。
10月13日には大垣署捜査本部が犯行グループ6人のうち男2人・女1人を事情聴取し、同日には男Z（当時21歳）・少女Y子（当時16歳）の計2人を長良川事件における殺人・逮捕監禁・強盗などの容疑で逮捕した。さらに同日には事件の参考人として聴取していた少年X（当時19歳）・少女W子（当時18歳）がそれぞれ「仲間数人で友人を暴行して木曽川に捨てた」と自供し、供述通りに木曽川河川敷（尾西市）で被害者Bの遺体が発見されたため、愛知県警は同日夜にX・W子を逮捕した。また岐阜県警捜査本部は少年KMや男V（当時20歳）ら計4人も殺人などの容疑で指名手配したが、メンバーの一部（KA・HM）が近畿地方で暮らしていた経歴があったことため「関西方面に潜伏している可能性もある」として捜査員を派遣した。長良川事件の犯行グループは6人で、全員が木曽川事件（加害者は＋2人で計8人）にも関与していたことが判明したため、愛知・岐阜両県警は共同捜査本部を設置して両事件を捜査することとなった。
一方でKMは事件発覚後も一宮市周辺に潜伏し、シンナー仲間・少年院時代の知人を頼りに転々としながら逃亡を続けており、10月10日夜には知人男性（当時22歳）宅に泊まった。10月13日21時過ぎ、KMは先述の知人男性や友人の少女（当時16歳）とともに3人で一宮市内のコンビニに行ったが、同店前で駐車していた若者（当時18歳）の車（米国仕様のアコード）にいきなり乗り込んで車の鍵を奪い、若者を「これから俺の言うところに行け。行かへんとただじゃ済まさんぞ」と関西弁で脅迫した。そして先述の2人を乗せて一宮市内の保育園へ向かい、シンナーを吸っていた仲間と立ち話をしてからガソリンスタンドで給油すると、江南市方面へ向かって逃走した。しかしコンビニで起きた出来事を若者の知人が目撃しており、若者の家族が連絡を受けて110番通報したためにパトカーが出動し、KMが運転していた自動車を追跡した。逃走開始から約3時間後の10月14日0時過ぎ、KMは江南市東野町郷前で車を街路樹に衝突させ、KMを含めた4人全員が負傷した。その後も逃走を続けた被疑者KMだったが、相談に行った先で説得され、同日深夜に一宮署へ出頭し、指名手配容疑である木曽川事件の殺人容疑で逮捕された。中部管区警察局は同日（1994年10月14日）付で、木曽川・長良川の両事件を管区第3号事件に指定した。
岐阜県警の長良川事件捜査本部は10月15日に男Vを殺人・逮捕監禁致傷などの容疑で逮捕したほか、6人のうち最後まで身元が判明していなかった19歳少年を殺人容疑で指名手配したが、この少年 (KA) が別の事件で大阪府警に逮捕されていることを把握した。KAは10月23日に身柄を大垣署に移送され、殺人・逮捕監禁致傷容疑で岐阜県警捜査一課・大垣署に逮捕された。
その後、被疑者KMは11月4日に殺人容疑（長良川事件）で岐阜県警捜査一課に再逮捕され、11月26日にも指名手配容疑である津島市の強盗致傷事件で愛知県警捜査一課・津島警察署に再逮捕された。また被疑者KAも11月14日に殺人容疑（木曽川事件）で愛知県警捜査一課・一宮署に再逮捕された。
『中日新聞』記者からの取材に応じた捜査員は「昔の殺人には必ず目的・動機があり、このような理由なき殺人はなかった。何がいったい加害者たちを駆り立てたのか？」と証言したほか、この証言を取り上げた同紙朝刊（1994年10月14日付）は同年7月に岐阜市内で発生した別の若者らによる殺人事件にも言及して「『むしゃくしゃして誰かに当たりたかった』という理由にもならない理由で殺人が起きた」と言及した。

### 大阪事件が発覚
被疑者KMは1994年11月18日までに「9月下旬、大阪市内でも男性を殺害し高知県内に捨てた」と自供し、木曽川・長良川事件の共同捜査本部（愛知・岐阜両県警）は、被害者男性の身元を男性Aと断定した。
大阪府警は共同捜査本部（岐阜・愛知両県警）や高知県警察とともに被疑者KMの供述に基づき死体遺棄現場の山中を捜索することを決め、各府県警が捜査員を派遣した。また岐阜県警は被疑者KMを捜査に立ち会わせるため、その身柄を安芸警察署（高知県警）に移送した。遺体捜索は11月23日朝からの予定であったが、移送されている途中でKMが希望したため、捜査員が遺棄場所を案内させて大阪府警・高知県警とともに現場へ入ったところ、11月22日19時過ぎに裸のまま布団に巻かれた被害者Aの遺体を発見した。これを受け、4府県警は広域連続強盗殺人・死体遺棄事件として共同捜査本部を設置し、翌11月23日に大阪大学医学部で遺体を司法解剖したところ、遺体の身元は歯型から被害者Aと確認された。
一方で大阪事件に関与したUは10月2日、別の強盗致傷事件で大阪府警南警察署に逮捕され、大阪家庭裁判所（大阪家裁）への送致を経て保護観察処分になっていた。その後Uは行方を晦ましていたが、11月26日午前に両親とともに南署へ出頭して殺人・死体遺棄容疑で逮捕された。
その後、大阪府警南署捜査本部は既に木曽川・長良川事件で逮捕されていたKM・KA両被疑者を同年12月5日に殺人・死体遺棄容疑で再逮捕し、同年12月27日までに大阪地方検察庁はKM・KA・Uの被疑者3人を「刑事処分相当」の意見付きで大阪家裁へ送致した。一方でHMは一連事件の被疑者の中で最後まで逃亡していたが、兵庫県南部地震（阪神・淡路大震災）発生の翌日である1995年（平成7年）1月18日に和歌山市内のラブホテルで女性と一緒にいたところを取り押さえられ、大阪事件の殺人容疑で大阪府警南署に逮捕された。また、大阪事件の死体遺棄容疑で指名手配されていたTも1995年1月19日までに大阪府警南署に逮捕された。
HMは同年2月9日、大垣署により長良川事件の強盗殺人・強盗致傷・逮捕監禁容疑で再逮捕され、同年3月3日には木曽川事件の殺人容疑で愛知県警捜査一課・一宮署に再逮捕された。

## 主犯格3人の刑事裁判
名古屋家庭裁判所（猪瀬俊雄裁判官）は少年審判により、KM・KA両被疑者について1995年1月18日に「刑事処分が相当」として名古屋地方検察庁に逆送致することを決定した。2人は同年3月24日、名古屋地検により強盗殺人・逮捕監禁などの容疑で名古屋地方裁判所へ起訴された。
また被疑者HMも1995年3月24日に名古屋地検から名古屋家裁へ送致され、1995年4月28日には名古屋地検により木曽川・長良川事件の強盗殺人容疑などで起訴された。その後、同年6月8日には大阪事件における被害者Aへの殺人罪・死体遺棄罪で大阪地方裁判所へ起訴された。
これ以降、第一審の公判は名古屋地裁で112回、控訴審の公判は名古屋高裁で37回、上告審の公判は最高裁で2回開かれた。

### 第一審・名古屋地裁

#### 公判の推移
1995年5月29日に大阪地裁で被告人KMの刑事裁判初公判が開かれ、同年6月8日には同地裁で被告人KAの初公判も開かれた。その後、KAの（大阪事件の）審理は木曽川・長良川事件の初公判時点までに名古屋地裁へ併合された一方、KM・HMの2人については1人は1995年に名古屋地裁に移されたがその後審理は中断し、もう1人は（1998年に名古屋地裁へ併合されるまで）大阪地裁で審理が続いていた。
1995年6月26日には名古屋地裁でKM・KA・HMの3被告人が揃った木曽川・長良川事件の初公判が開かれたが、弁護人側が「現時点では被告人らとの打ち合わせが不十分だ」などと主張した。このため、同日に予定していた罪状認否・検察官の冒頭陳述は次回公判（8月21日）に持ち越された。第一審の実質審理は初公判 - 2000年12月11日までの5年半にわたり計105回行われ、被告人3人は事件の事実関係については認めたが、被告人KMは殺意を否認したほか、被告人HMは大阪事件について殺人罪成立を否認した。また、被告人KMは「木曽川・長良川事件はHMが主犯」と主張した一方、被告人HMは「KMが最初に殴った」などと述べ、それぞれ「首謀者は自分ではない」と主張した。
1995年8月21日に開かれた第2回公判で改めて冒頭陳述・罪状認否が行われたほか、被告人3人は木曽川・長良川事件の起訴事実について各事件の被害者3人への暴行など事実関係を大筋で認めた。しかし一方で殺意はすべて否認し、強盗についてもそれぞれ犯行・犯意を否定した。被告人3人の弁護人も、殺意の有無について争うとともに、事件の特殊性・少年法の趣旨から、精神鑑定などを含めた多角的な情状を訴える方針を明らかにした。
1995年9月6日に開かれた第3回公判では木曽川事件の審理が行われた。同日は長良川事件・被害者Cの遺族（両親・姉）が初めて傍聴した公判だったが、3被告人は傍聴席を一睨みして被告人席へ着席したり、関係者とされる若者が傍聴している姿を見て彼らに視線を送って笑いかけていたため、被害者Cの父親は当時の3人の態度を「まるで主役気取りだ」と非難していた。また被告人KMらは公判開始当初こそ供述が一致していたが、裁判の途中で3人の主張が対立し、誰が主導的に犯罪を行ったかで主張が食い違ってきた。1997年（平成9年）8月25日の公判で被告人KMは『5人までだったら（殺しても）大丈夫だ』と発言していた」と証言した一方、被告人KAは検察官からの尋問に対し「他の2人(KM・HM両被告人)がいないときに話す」と単独での審理を希望し、それが認められたため次回公判（1997年9月8日）以降はしばらくの間、KAのみの単独審理となった。
1998年（平成10年）5月13日に名古屋地裁（佐藤学裁判長）で第54回公判が開かれ、裁判官の交代に伴う更新手続きが行われた。同日の公判ではそれまで木曽川・長良川事件について共謀・殺意を否定していた被告人 (HM) が一転してそれらを認める供述をした。
次回公判（1998年5月27日 / 第55回公判）では被告人KAも、それまで否定していた他の被告人との共謀・殺意を認めた。一方で残る被告人KMは2人と異なり、それまで通り共謀や殺意を否認した。
名古屋地裁（佐藤学裁判長）は1998年8月13日までに、それまで大阪地検によって起訴され大阪地裁で開かれてきた大阪事件の審理を木曽川・長良川事件の審理に併合し、3事件を一括して名古屋地裁で審理することを決めた。併合手続きは次回公判（1998年9月21日）で行われさらにその次の公判（1998年10月5日）で更新手続きの意見陳述が行われた。一方で「一番の兄貴分」とされた被告人KAは公判の途中から3事件すべてについて全面的に容疑を認め「恥ずかしいほど無知だった。本当に申し訳なく思う。自分は死刑になっても仕方がない」と反省の言葉を繰り返していた。
2000年（平成12年）7月10日には木曽川事件・長良川事件の審理が行われ、被告人KAは検察官からの尋問に対し長良川事件の際に「少女Y子から『暴行を止めさせて』と頼まれ、（KM・KAへ）『俺がやめろと言ってる』と伝えるようY子に指示した」と証言したが、その証言はY子・KMの証言とは異なっていた。同年7月24日の公判では前回公判で行われた検察官尋問の続きが行われたが、前回にKAが主張した内容の是非に関しては議論されず、被告人KAは検察官尋問に対し「長良川事件後に大阪へ帰ってから暴力団の親分へこれまでのことを報告したが、親分からは大阪事件後に『警察にマークされているようだから表沙汰になるようなことをするな』と釘を刺されていた。自分たちがそれを無視して暴走したことを知った親分は激怒し、KMの携帯電話に電話して『3日以内に指を詰めて持ってこい』と命令していた」と証言した。

#### 公判中の被告人らの態度
一方で加害者らが犯行当時少年だったため、事件の被害者遺族たちは事件当初の報道では加害者たちの実名を知ることができず、公判日程もわからなかった。そのような中で被害者Cの両親は第3回公判以降、（仕事帰りを含めて）月2回ほど法廷へ通った。
主犯格の被告人3人は取り調べ・刑事裁判の当初は反省のない態度を見せており、被害者遺族から怒りを買っていた。また3被告人は被害者への殺意を否認したほか、証人陳述の際には自分たちが有利になるよう「凶器の鉄パイプが左右どちらに置いてあったか」などについて争ったが、Cの父親はそれらの主張を「どうでもよいことにこだわっている」「現実に4人も殺しておいて殺意を否認するなど盗人猛々しい。C・Dを連れ回している途中にコンビニに立ち寄っても2人を解放しなかったばかりか凶器を盗んだ時点で、2人を殺すことしか念頭になかっただろう」と批判していた。
これに加え、被告人HMは獄中で死刑廃止を求める市民団体のメンバーになったほか、後述のように『週刊文春』（文藝春秋）の記事について「自分の実名が類推される仮名が使用されており、少年法の趣旨に反する」として、発行元・文藝春秋に対し民事訴訟を起こした。この訴訟は被害者遺族の感情を逆撫でする結果となったが、これに対しHMは「実名を推測できる報道により、触法少年がどう更生していくか心のやり場がなくなる。少年法が守られないのはおかしい」と反論した。訴訟の一・二審では原告（被告人HM）が勝訴したが、2003年に最高裁で破棄差し戻しの判決が言い渡され、2004年に敗訴が確定した。一方で3被告人の公判に証人として出廷した共犯少女Y子（長良川事件の際にKM・HMを制止しようとした）は法廷でC・D両被害者が殺害される際の様子を泣きながら証言したほか、木曽川事件の証人として出廷した共犯少女Wは泣きながら「あんたら、『人を殺した』って自覚があるの？」と3被告人を詰問していた。
論告求刑公判直前の2000年11月には情状証人として被告人HMの姉（義母を殺害された犯罪被害者遺族でもある）が出廷し、弁護人から心境を問われて「最初は弟が許せなかったが、できれば人生をやり直すチャンスを与えてほしい。もうこれ以上人が死ぬのは嫌だ」と訴えた。またこのころ（判決直前）には被告人3人の態度が変化し、全員がキリスト教徒の説話を受けたほか、最終弁論の際には「生きて償いたい」「キリスト教の洗礼を受ける」などと発言したが、被害者遺族は逆に「反省・謝罪の態度は刑の減軽を勝ち取るためだ」と受け取り、さらに嫌悪感を強めていった。

#### 死刑求刑・結審
2000年12年27日に名古屋地裁（石山容示裁判長）で第106回公判（論告求刑公判）が開かれ、名古屋地検の検察官は3被告人にいずれも死刑を求刑した。同日の論告は5時間半におよび、検察官は3被告人の役割について「それぞれの事件で果たした役割に軽重はなく、刑事責任は同等だ」と主張した上で、木曽川事件については「被告人3人は一連の暴行により、被害者Bに対し起き上がれなくなるほどの瀕死の重傷を負わせた上で『木曽川に流して殺害しよう』と堤防の斜面を転がり落とし、引きずるなど暴行を加えたことで衰弱しきったBの身体にさらにダメージを与え、放置して死亡させた（作為的な殺人罪）。もしくは、Bは雑木林内に放置された時点で硬膜下血腫を生じていた蓋然性が高いが、すぐに救急車を呼んで病院に搬送させれば救命できる可能性があった。それにも拘らず3人は『そのまま放置すれば被害者Bが死亡する』と予見しながら、Bを放置して死亡させた（予備的主張：不作為的な殺人罪）」として殺人罪の成立を主張した。その上で量刑については「犯行当時少年とはいえ、3被告人の反社会性は極めて顕著で矯正は不可能。少年による未熟で無軌道な犯行の側面はあるが、刑事責任を軽減する理由にはできない。最高裁の『永山基準』に照らしても死刑をもって臨むほかない」と主張した。
翌2001年（平成13年）2月28日に3被告人の弁護人がそれぞれ最終弁論を行い、それぞれ死刑回避を求めた。この公判をもって第一審は初公判から約5年8か月ぶりに結審した。
- 被告人KMの弁護人 - 「10日間に4人を死亡させた刑事責任の重さはKM本人が誰よりも痛感している。矯正教育を図る少年法の精神は最大限に尊重されるべきだ。一連の事件を理解するためには被告人らの人格理解が不可欠で、3人は未成熟で深い思慮がなく、意思と裏腹に暴力への歯止めが利かない背景事情があった。大阪事件では被害者Aの殺害には消極的で『未必の殺意』しかなく、自発的な自供は自首に該当する。木曽川事件には動機・殺意ともない上、被害者Bの放置と死亡には因果関係はなく、傷害罪しか成立しない。長良川事件は傷害致死罪に該当する」[238]
- 被告人KAの弁護人 - 「被告人KAは形式的な兄貴分で統率力はなく、事件関与の度合いは低い。被害者遺族に謝罪の手紙を書くなど反省している」[238]
- 被告人HMの弁護人 - 「捜査段階の自白調書・殺意の認定には疑問がある。人間的に成長しており矯正の余地はある」[238]

約10時間に及んだ弁論後に3被告人が最終意見陳述し、被告人KMは「大切な命を奪いながら『生かしてほしい』というのは虫がよすぎるが、それでも生きたい気持ちを隠せない。刑務所で働き、慰謝料を被害者遺族に送りたい」と述べた。また被告人KAは「重大事件を起こして本当に申し訳ない。二度と事件を起こさないよう精一杯努力する」と、被告人HMも「拘置所でキリスト教を信仰するようになり、被害者の冥福を祈ってきた。（キリスト教の）教えに従いやり直せると思う。許されるなら生きて罪を償いたい」とそれぞれ述べた。

#### 判決宣告
2001年7月9日に判決公判が開かれ、名古屋地裁刑事第2部（石山容示裁判長）は被告人KMを求刑通り死刑に、KA・HM両被告人を無期懲役にそれぞれ処する判決を言い渡した。永山則夫連続射殺事件の上告審判決（1983年〈昭和58年〉）以降における少年事件における死刑判決は第一審では1989年・名古屋アベック殺人事件判決と1994年・市川一家4人殺害事件判決に続き3件目だった。
名古屋地裁は判決理由で「被告人3人は全3事件で被害者への殺意を有していたことが認められる。特に長良川事件では被告人KMに強固な殺意があった」と認定したが、木曽川事件については「被害者Bを暴行後に殺すつもりで河川敷雑木林に放置したが、放置と死亡の因果関係が立証されておらず殺人罪の成立は認められない」として傷害致死罪を適用した。その上で「本事件は欲望・感情のまま傷害・強盗を犯した未成熟な少年により形成された集団が短絡的・場当たり的に起こした事件ではあるが、わずか11日間に4人を殺害した例を見ない凶悪事件だ」と指摘した一方、「3被告人の役割に軽重はない」とする検察官の主張を退け「被告人KMが中心的な立場で集団の推進力になり、犯行を主導した」と認定した。そして量刑理由において、被告人KMを「4人殺害全ての実行行為者で反社会性は顕著。KMがいなければ事件は起きなかった。事件当時は少年で、（現在は）反省の兆しが表れるようになったことなど情状を最大限に考慮しても極刑はやむを得ない」と断罪した一方、KA・HM両被告人については「被告人KMとの共謀共同正犯であるが、KMに追従的な立場。暴行・矯正可能性などの程度はKMと異なる」として死刑選択を回避し、無期懲役刑を選択した。
『中日新聞』はこの判決を「少年法の理念を尊重しながらも罪の重大性に対し、毅然とした態度を示した判決」と評したほか、板倉宏・日本大学教授（刑法）は「犯行時の役割、矯正可能性など様々な事情について厳密に判断した妥当な結論。特に実質的な主犯格のKMは死刑もやむを得ない。少年の凶悪事件には厳しい目が向けられており、今後同様の少年犯罪における量刑を考慮する上で重要な先例になるだろう」と評した。一方で沢登俊雄・國學院大學名誉教授（刑事法学）は「本事件のような集団心理下における犯行は共謀・殺意の有無など認定が難しい面がある。主犯格とされたKMも『永山基準』に照らして死刑が妥当か否か、法理論的に若干疑問がある」と、3人の犯罪心理鑑定を行った加藤幸雄・日本福祉大学副学長（非行臨床心理学）も「矯正可能性をKMには認めなかった一方、KA・HMには認めた点などで論拠が弱い。なぜ『殺人の必然性がない事件でここまで至ったか』を、少年の発達・集団性の問題・動機面などについてより丁寧に真相解明する必要があった」とそれぞれ評した。
また検察官の求刑・被害者遺族の希望とは異なり「3被告人全員死刑」ではなかったため、被害者遺族からは判決後に「なんだ、これは」「凶悪犯罪の歯止めになるような判決が欲しかった」「墓前にどう報告すればいいのか」などと不満・憤りの声が口にされた。一方、死刑判決を受けた被告人KMの支援者（キリスト教信者）は傍聴席で泣き崩れ、閉廷後に「死刑ではなく、生きて悔い改め続けることが本当の償いだ」と発言した。土本武司・帝京大学教授（元最高検察庁検事）は判決後、『週刊新潮』記者の取材に対し「裁判官は『被告人3人は少年』という点に引きずられ、全員を死刑にすることを躊躇した。3人の中で最年長だったKMだけが死刑に処されたのはそのためだろう」と指摘した。

#### 控訴
3被告人の弁護人はいずれも事実誤認・量刑不当を理由に名古屋高等裁判所に控訴した。
- 被告人KM - 死刑判決を不服として2001年7月10日付で控訴[247]
- 被告人HM - （検察官の控訴に対抗する形で）2001年7月23日付で控訴[248]

また名古屋地検も「木曽川事件は殺人罪が適用されるべき事件であり、傷害致死と認定した第一審判決は事実誤認だ。3被告人に刑事責任の差はなく、KA・HM両被告人への無期懲役刑適用は軽すぎて不当だ」と主張し、求刑通り死刑判決を受けた被告人KMも含む3人全員について、控訴期限となる2001年7月23日付で名古屋高裁へ控訴した。検察側が求刑通り死刑判決を受けた被告人について控訴した事例は極めて異例だったが、名古屋地検次席検事・足立敏彦はその理由を「（被告人KMを含めた）全員について控訴しなければ、犯罪事実が被告人によって異なることになる。その点を放置することはできない」と説明した。

### 控訴審・名古屋高裁
2002年（平成14年）7月2日までに名古屋高等裁判所は「3被告人の控訴審初公判を翌2003年5月26日に行う」と決めた。
2003年（平成15年）5月26日に名古屋高裁（川原誠裁判長）で控訴審初公判が開かれ、検察官は控訴趣意書にて木曽川事件について「被害者Bを激しい暴行の末に雑木林内へ遺棄した結果、頭内の出血が促されて死期が早められたことは明らか。殺人罪が成立する」と主張した上で、2人 (KA・HM) を無期懲役とした第一審判決の量刑についても「被告人KAは主体的・積極的に集団暴行に関与しており、被告人HMもあらかじめ凶器を準備して実行行為にも積極的に関与した。量刑は著しく軽い」と述べ、第一審の求刑と同じく3被告人全員への死刑適用を訴えた。一方で3被告人の弁護人はそれぞれ「長良川事件の強盗殺人罪は成立しない」と事実誤認を主張し、以下のように「矯正は可能だ」と訴えた。
- 被告人KMの弁護人 - 死刑違憲論を展開して第一審破棄を訴えた[253]。まずKM自身が執筆した「自分は主犯ではない。真実を述べ、それによって裁かれることこそが反省だ」とする控訴趣意書を代読し、その上で（弁護人による）控訴趣意書にて「社会的適応能力が身についていなかった未成年集団による犯行である点を事実認定・量刑に反映させるべきだ。長良川事件（強盗殺人と認定）にて被害者から金を奪った行為と暴行は別々の機会に行われており、一連の暴行は居合わせた女性をめぐる対抗意識や互いに虚勢を張る『強気の論理』が原因で、殺意はなかった[注 128]。また『主犯＝KM』という考えは、KMに反感を持った事件関係者が自己弁解のために作り上げたものだ」と主張した[54]。
- 被告人KAの弁護人 - 「KAは形式上兄貴とされていたが、実際にはKMに追随していた。長良川事件では被害者Cへの殺意はなく、KAによるパイプの殴打も被害者Cに致命傷を与えるほど危険な暴行ではなかった。（C・Dへの）強盗殺人・（Eへの）強盗致傷ではなく監禁罪・傷害致死罪・恐喝罪の成立に留まる」と主張した[254]。
- 被告人HMの弁護人 - 「長良川事件は連続した金品喝取の後の集団リンチであり、『強盗or恐喝＋傷害致死or殺人』と2つの犯行に分かれる。大阪事件では最初に被害者Aの首を絞めるふりをしただけで、すぐにその場から離れており、殺害の実行行為・共謀は成立しない」と述べ[253]、量刑面については「KM・KAに従わざるを得ない立場で虚勢を張ることを心理的に強制され、必要以上に乱暴にふるまった可能性がある。無期懲役は不当に重く、相当な範囲の有期懲役刑に処すべきだ」と主張した[254]。

その後、控訴審公判は計36回にわたって開かれた。川原は退官後に『中日新聞』記者からの取材に対し、当時の訴訟の経緯について「3被告人の主張は犯行時の言動をめぐり互いに矛盾していたが、『それぞれの言い分をぶつけ合えば真実が浮かび上がる』と考え、3被告人に被告人質問による多数の発言機会を与えたところ『3人の役割には刑を分けるほどの差はない』という心証になった。3被告人が反省を深めていることは感じていたが、犯行の行為・結果に照らせば極刑を避けることは考えられなかった」と述べている。
2003年6月30日の公判では検察官の証人として、木曽川事件の被害者Bの司法解剖を行った医師が出廷し「暴行の態様から、死因は検察官が第一審で主張したように硬膜下血腫である可能性が高い」と証言した。
2005年（平成17年）3月15日の公判で初公判から約10年にわたった事実審の証拠調べが終わった。同日は長良川事件・被害者Cの父親が被害者遺族の代表として意見陳述し「私は10年間お前たちを見続けている。お前たちは『生きて償いたい』というが、どのように償うのか聞きたい。私はお前たちが社会に出てくることを望んでいない」と陳述した。
控訴審は2005年8月19日の公判で結審した。同日、検察官は「4事件の結果はあまりにも悲惨で重大。木曽川事件は殺人罪が成立する」「3被告人の役割に差はなく、死刑が相当だ」と主張し、改めて3人全員への死刑適用を求めた。一方で3被告人の弁護人はそれぞれ各被告人の事件における主体的な役割を否定し、「一連の犯行は少年の未熟な集団が引き起こした最悪の結果だが、殺意・計画性はない。死刑や無期懲役は重過ぎる」と主張した。
- 被告人KMの弁護人 - 量刑不当を訴えた[260]。
- 被告人KAの弁護人 - 「従属的な役割で、3事件のうち2事件については殺意がない」と主張した[260]。
- 被告人HMの弁護人 - 「1事件には関与しておらず、残る2事件でも殺意はなかった。十分反省している」として有期刑を求めた[260]。

#### 3被告人に死刑判決
2005年10月14日に控訴審判決公判が開かれ、名古屋高裁刑事第2部（川原誠裁判長）は第一審判決（被告人KMを死刑、KA・HM両被告人を無期懲役）を破棄し、KM・KA・HMの3被告人全員をいずれも検察側の求刑通り死刑に処す判決を言い渡した。少年事件で高裁が死刑を宣告した事例は1996年の東京高裁判決（市川一家4人殺害事件の控訴審判決 / 2001年に死刑確定）以来で、最高裁に資料が残る1966年以降では同一事件で事件当時少年だった複数の被告人に死刑が宣告された事例は初だった。
名古屋高裁は判決理由で、木曽川事件について「被害者Bの死因は厳密には断定できないが、硬膜下血腫による脳圧迫である可能性が最も高い。暴行により意識が低下し、外からの刺激に対しても緩慢・微弱な反応しかできないほど重篤な状態に陥っていた被害者Bを被告人らが堤防から約10 m以上下の河川敷まで落とし、さらに体を約10 m以上引きずって河川敷に放置した行為は明らかにその死期を一層早めるもので、その行為が殺人の実行行為性を有することは明らかだ」と認定し「検察官の『木曽川事件では3被告人全員に対し、作為犯としての殺人罪が成立する』とする事実誤認の論旨は理由があり、原判決はその点で全部の破棄を免れない」と結論付けた。その上で、各被告人の役割について以下のように事実認定した上で、「『永山基準』に照らしても3被告人の刑事責任はいずれもこの上なく重大で、死刑を選択することも誠にやむを得ないと言わざるを得ない」と結論付けた。
- 被告人KM - 「重大な結果を導く発端を作るなど終始主導的立場で、他の共犯者らを被害者4人の殺害に向かわせた。自らも積極的に激しい攻撃を執拗に加えるなどして犯行を強力に推進し、最も中心的で際立って重要な役割を果たしている」[86]
- 被告人KA - 「3人の中では所属暴力団の中で最上位であった。その影響力を行使して被告人KMとともに主導的立場で犯行を推進するとともに、被害者らに激しい暴行を加えるなど実行行為にも積極的に加わった。木曽川・長良川事件においても事件全体を通じて極めて重要な役割を果たしており、その点ではKM・HM両被告人との間にはさほどの差異はない」[86]
- 被告人HM - 「3人の中では所属暴力団における序列は最下位ではあったが、殺害の動機を形成するに至った暴行には自ら積極的に関与した。そしてKM・KA両被告人から被害者の殺害を暗に促されると躊躇うことなく賛成し、進んで殺害に着手したり、凶器を準備したりして殺害の早期実行を決め、率先して被害者への攻撃に出るなど犯行を強力に推進し、重要な役割を果たした」[86]

土本武司・白鷗大学法科大学院教授（刑事法）は本判決について「少年法は18歳未満への死刑適用を禁じているが『18歳になったばかりだから死刑適用を控える』という判断は誤り。家裁が『刑事処分相当』として検察官へ逆送した以上は成人と同様に扱うべきで、本判決は妥当だ。本事件のように複数人が一体となって犯行に及んだ少年事件においては今後、本判決が量刑判断のモデルになるだろう」と評した一方、沢登俊雄・國學院大學名誉教授（刑事法）は「日本は1994年に少年への死刑適用を禁じた『北京規則』を前文に含む『児童の権利に関する条約』を批准しており、少年事件への死刑はこの精神に著しく反する。今後は（被告人側が上告した場合に）最高裁が北京規則の精神を尊重して死刑適用を縮減する方向を打ち出すことが望ましい』と指摘した。また『中日新聞』は判決翌日（2005年10月15日）の朝刊にて「少年犯罪への死刑適用や矯正の可能性、被害者遺族の心情などをめぐり国民一人一人が問いかけられる判決だ。犯罪の発生・矯正の実情や国民感情を踏まえて死刑や少年犯罪に対し、きめ細かい論議を続けたい」とする社説を掲載した。
3被告人は死刑を宣告されると動揺を見せた一方、被告人HMは退廷時に被害者遺族へ頭を下げた。一方で長良川事件で殺害された被害者Cの両親は判決後に「裁判所は実態をちゃんと見分けてくれた」と述べた一方、同様に犠牲になった被害者Dの兄は「極刑が下っても弟は帰ってこない。自分たちの苦しみ・悲しみは一生癒やされない。被告人らは『生きて償いたい』というが、殺された弟たちはもっと『生きたい』という思いが強かったはずだ」と話した。

#### 上告
被告人KA本人は判決前日に「言い渡された刑に服する」と話していたが、KAの弁護人は「KAの矯正可能性に言及せず、『KAは兄貴分として犯行を主導した』と認定した点には納得できない」と表明し、10月18日付で最高裁判所へ上告した。また、3被告人の弁護人らは2005年10月21日付で控訴審判決に対し『少年らによる集団犯罪という特殊性を無視し、最も重要な少年らの矯正可能性について全く検討していない判決。名古屋高裁は本件の真相・実態の究明を放棄しており、到底是認できない」とする声明を発表した。
被告人HMも10月24日付で上告したほか、第一審と同様に死刑を言い渡された被告人KMの弁護人は判決後に「最低最悪の裁判だ」と感想を述べ、10月26日付で上告した。上告直後の2005年11月に被告人HMは名古屋拘置所で姉と面会し、差し入れの衣類を受け取った。

### 上告審・最高裁第一小法廷
2010年（平成22年）7月8日までに最高裁判所第一小法廷（桜井龍子裁判長）は3被告人 (KM・KA・HM) の上告審について「翌2011年（平成23年）2月10日に口頭弁論公判を開廷する」と指定した。
2011年2月10日に最高裁第一小法廷（桜井龍子裁判長）で上告審口頭弁論公判が開かれ、弁護人が「控訴審判決は少年の精神的未熟さを考慮していない」などと主張して死刑回避を求めた一方、検察官は上告棄却を求め結審した。その後、最高裁第一小法廷は2011年2月21日までに上告審判決公判期日を「2011年3月10日」に指定した。

#### 死刑確定
2011年3月10日に上告審判決公判が開かれ、最高裁第一小法廷（桜井龍子裁判長）は3被告人全員 (KM・KA・HM) に死刑を適用した控訴審判決を支持し、3被告人の上告をいずれも棄却する判決を言い渡した。これにより初公判から16年にわたった刑事裁判は、犯行当時少年だった3被告人の死刑が確定することで終結することとなった。少年事件で死刑判決が確定した事例は市川一家4人殺害事件の少年死刑囚（事件当時19歳・2001年死刑確定 / 2017年死刑執行）以来、最高裁が把握している1966年以降では10件目だった。また戦後の少年事件で複数の被告人に対し死刑が同時に確定した事例は史上初だった。
被告人KMは名古屋拘置所内のラジオ放送で判決内容を知り、判決翌日（2011年3月11日）午前には名古屋拘置所で弁護人と面会して「少年事件への厳罰化と受け止めた。判決は政治的な判断」という趣旨の感想を伝え、再審請求の希望を口にした。また、同日午前に別の弁護人と面会した被告人KAは判決について「重く受け止めている」と話したほか、同日には青木理とも面会し「被害者遺族の心情を考えれば結果的に上告が棄却されたことは仕方がないとは思うが、やはり『生きたい』という思いもある。事件当時、少しでも勇気を出して『やめよう』などといえなかったことなどへの後悔もある。判決は結果だけで事件の内容を見ておらず（自身が『兄貴分』と認定された点など）納得がいかない点がある。事実に基づいて裁きを受けたかった」とコメントした。この時、青木は被告人KAの顔写真などを撮影し、その際の写真3枚が写真週刊誌『FRIDAY』（2011年5月27日号 / 2011年5月12日発売・講談社発行）に掲載されたが、この件を受けて法務省は同月30日付で「拘置所は撮影機器の持ち込みが禁止されており、写真掲載は遺憾だ」などとする抗議文を同誌編集者宛てに送付したほか、名古屋拘置所長も2011年5月30日付で青木宛に「面会室内への撮影機器などの持ち込み禁止に反し、刑事施設に収容されている被告人のプライバシー保護にも重大な問題を生じかねない」とする抗議文を送った。
3被告人の弁護人側は2011年3月22日付で上告審判決を不服として最高裁第一小法廷に判決の訂正を申し立てたが、最高裁第一小法廷の決定（同月30日付）により申し立てはいずれも棄却された。これにより、2011年4月1日付で3被告人の死刑が確定した。

## 死刑確定後
2019年10月1日時点で死刑囚KMは東京拘置所に、KA・HM両死刑囚は名古屋拘置所にそれぞれ収監されている。2011年6月20日 - 8月31日に参議院議員・福島瑞穂が実施したアンケートに対し、KM・KA両死刑囚は以下のように回答した。
- 死刑囚KM - 「こちらの主張に真剣に向き合って判断してくれる裁判官に出会いたい。その人に出会えるまで戦い続ける。弁護人・支援者には感謝している。（東京拘置所職員の）一部はいい職員だが、ほとんどは態度・口の礼儀を弁えないダメな職員だ。自分は動物園のサルではない」[303]
- 死刑囚KA - 「『裁判所は事件の真実を分かってくれるのではないか』と思っていたが、その考えが甘かったことを実感した。大罪を犯した者は『事件の事実に沿った裁きを受けたい』と思ってはいけないのだろうか？（＋支援者・弁護人への感謝の言葉）」[304]

### 再審請求
死刑囚3人の弁護人は2011年5月28日に開かれた市民団体の集会で「互いに虚勢を張りながら暴行をエスカレートさせた少年事件の特質に触れず、第一審で傷害致死罪認定された木曽川事件を殺人罪と認定した最高裁判決は不当。いずれの死刑囚も再審を望んでいる」として、近く再審請求する方針を明らかにした。
死刑囚KMは2011年12月16日付で名古屋高裁に再審請求したが、2013年（平成25年）2月4日付で名古屋高裁刑事第2部（柴田秀樹裁判長）は「再審請求にはこれまでの公判で明らかにならなかった新証拠が必要だが、今回の精神鑑定は新規性を欠く上、証拠価値としても信用性に乏しい」などの理由から請求を棄却する決定を出した。
又、死刑囚KAも2013年1月8日付で名古屋高裁に再審請求したが、2013年8月19日付で名古屋高裁刑事第2部（柴田秀樹裁判長）は「新証拠として提出された上申書、鑑定書は新規性を欠き、証拠価値についても信用性が乏しい。確定判決は自白調書のみによって認定したものではない。自白調書の信用性を否定する理由は具体的根拠に乏しく、一般論にすぎない」などの理由から再審請求を棄却する決定を出した。
KM・KA両死刑囚とも再審請求棄却の決定を不服として異議を申し立てたが、2015年（平成27年）12月24日付で名古屋高裁刑事第1部（石山容示裁判長）は「証拠は新規性を欠き、価値も乏しい。再審請求の棄却決定に事実誤認・判断の誤りはない」の理由から死刑囚2人の異議申し立てを棄却する決定を出した。両者とも最高裁に特別抗告したが、これも2016年（平成28年）12月に棄却されたため、直ちに名古屋高裁へ第2次再審請求を行った。又、死刑囚HMも2016年12月、判決確定前に医師・専門家らが作成した鑑定書を新証拠として提出し「一連の事件当時はてんかんの影響で心神喪失状態だった疑いがある。木曽川事件の被害者Bの死因についても確定判決の前提事実に誤りがあり、殺人罪は認定できない」として、名古屋高裁に再審を請求した（死刑囚HMの再審請求は初）。

### 国家賠償請求訴訟

#### 死刑囚KMの国賠訴訟
被告人KMが収監されていた名古屋拘置所は公判記録などが入った段ボール10箱をKMから預かっていたが、うち3箱を控訴審公判中の2005年4月に廃棄した。その直後、名古屋拘置所はKMから資料の閲覧を求められたため、廃棄に気付いて謝罪したが、KMからコピー代の負担などを申し出られても話はまとまらなかった。これを受け、死刑囚KMは死刑確定後の2011年5月に「必要不可欠な資料を廃棄され精神的苦痛を受けた」として国を相手取り、約600万円の損害賠償を求めて名古屋地裁へ国家賠償請求訴訟（国賠訴訟）を提訴した。
死刑囚KMとその弁護人は2011年9月 - 2014年6月にかけ、名古屋・東京両拘置所で再審請求・民事訴訟の打ち合わせを行ったが、その際に職員が立ち会わない面会を求めても認められなかったため、死刑囚KM＋弁護士2人は「職員の立ち会わない面会を拘置所が拒んだのは違法だ」と主張して国に630万円の損害賠償を求める国賠訴訟を起こした。東京地方裁判所（谷口豊裁判長）は2016年（平成28年）2月23日に「弁護士との『秘密面会』を拒否できるのは、死刑囚が拘置所の秩序を乱したり動揺したりする恐れがある場合に限られるが、今回はその恐れはなく、（拘置所側の対応は）裁量の範囲を逸脱している。秘密で面会する利益を侵害した」と指摘し、被告・国に対し原告3人へ損害賠償計約53万円を支払うよう命じる判決を言い渡した。被告（国側）は控訴しなかった一方、原告（死刑囚KM側）は賠償額などを不服として東京高等裁判所に控訴し、東京高裁は同年11月24日に約60万円の支払いを命じる判決を言い渡した。原告（KM側）は最高裁へ上告したが、2017年9月7日付で最高裁第一小法廷（木澤克之裁判長）は上告を退ける決定をしたため、控訴審判決が確定した。
また死刑囚KMがこれと別に（別の弁護人との）計32回の面会（2012年 - 2015年）についても「拘置所職員の立ち合いは違法だ」と主張して国に対し計672万円の損害賠償を求めたところ、東京地裁（林俊之裁判長）は2017年4月13日に「死刑囚が再審請求・国賠訴訟の打ち合わせをする際、国は拘置所職員の立ち会いなしに死刑囚が弁護士と面会ができるよう尊重すべき義務を有する」と指摘した上で「死刑囚側が立ち会いなしの面会を文書などで求めたにも拘らず、32回のうち職員が立ち会った6回には国に賠償責任がある」と判断し、国に約23万円の支払いを命じる判決を言い渡した。

#### 被告人・死刑囚HMの国賠訴訟
被告人HMは控訴中の2003年、閲読後の雑誌3冊（ディズニーの雑誌）を収監先・名古屋拘置所から親族へ贈ろうとしたが拘置所側がこれを認められなかったため、拘置所側の行為を不服として弁護士会に人権救済の申し立てを行った。その際、HMはその雑誌を証拠物として提出しようとしたが、名古屋拘置所から「閲読後の雑誌は廃棄するのが原則で、既に廃棄済みである」と告知されたため「人権救済の申し立てを侵害された」と主張し、国などを相手に約30万円の損害賠償支払いを求めた民事訴訟（国賠訴訟）を起こした。上告中の2006年（平成18年）10月27日に名古屋地裁（松並重雄裁判官）は「被告（名古屋拘置所所長ら）は裁量権を逸脱し、原告 (HM) に精神的苦痛を与えた」として過失を一部認め、国に賠償金5,000円の支払いを命じた。
死刑囚HMは死刑確定後（2011年4月 - 2013年1月）、計17回にわたって弁護士・支援者との手紙のやり取りを試みたが、名古屋拘置所から不許可にされたためその措置を「違法である」と訴え、賠償金90万円を求める国賠訴訟を起こした。2016年（平成28年）2月16日に名古屋地裁（倉田慎也裁判長）は「不許可の判断は権限を持つ拘置所長ができるが、これを所長ではなく一般職員がした。また第三者機関から原告（死刑囚HM）への寄付に関する内容で必要性があった」などとして全17回のうち一部（4回）を違法と認定し、国に対し3万円の損害賠償を命じた。2017年3月9日付で控訴審・名古屋高裁（藤山雅行裁判長）は弁護士への年賀状など9件の不許可を新たに違法と認定し、一審判決から10万円増額して13万円の賠償を命じた。
死刑囚HMは2010年 - 2013年の計13回にわたり、死刑執行状況を描写したり、刑場の写真が掲載されたりした新聞・雑誌記事や書籍を読もうとしたが、拘置所はそれらの箇所を隠して閲覧させた。これに対し死刑囚HMは「拘置所長による処分は違法であり、それらによって精神的苦痛を被った」として、国に100万円の損害賠償を求め国賠訴訟［平成25年(ワ)第4608号］を起こした。名古屋地裁（倉田慎也裁判長）は2016年8月30日に「閲覧制限は必要な限度内と法律で定められており、仮に死刑囚が閲覧しても『逃走・自殺に及び、拘置所の規律や秩序が維持できなくなる虞があった』とは認められない」と指摘し、国に慰謝料65,000円の支払いを命じる判決を言い渡した。
また死刑囚HMは同訴訟［平成25年(ワ)第4608号］の証拠として提出するため、計2回（2013年11月14日・2014年4月15日）にわたり死刑の執行方法（絞首刑）が記された書籍計6冊のコピーを名古屋地裁に郵送するよう名古屋拘置所へ願い出たが、所長は「死刑囚HMはかつて所内で自殺未遂・居室内での器物損壊行為に及ぶなど精神的に不安定だった。死刑執行方法を記した内容を閲覧するとさらに精神的に不安定になって自傷行為（自殺など）・器物損壊行為に及ぶ可能性があり、それによって所内の規律・秩序の維持に放置できない程度の障害が生ずる虞がある」として、いずれも不許可処分にした。死刑囚HMが「裁量権の逸脱」を訴えて国に損害賠償20万円を求める国賠訴訟を起こしたところ、名古屋地裁（倉田慎也裁判長）は2016年1月19日に「書籍の閲覧制限が許されるのは、刑事施設内の規律・秩序の維持のため放置できない程度の障害が生ずる蓋然性が必要だが、今回は認められない。所長は裁量の判断を誤った過失がある」と指摘して国に10,000円の支払いを命じる判決を言い渡した。
HMはさらに2011年 - 2014年、弁護士宛てに訴訟の協力（助言・証拠収集など）を依頼する文書を送付しようとしたり、死刑執行の状況を記した書籍のコピーを閲覧しようとした。しかし名古屋拘置所がいずれも認めなかったことを不服として慰謝料70万円の国賠訴訟を起こし、名古屋地裁（朝日貴浩裁判長）は2017年（平成29年）1月14日に「それらの処分は刑事収容施設法に違反する。HMは権利侵害により精神的損害を被った」として国に慰謝料5万円の支払いを命じる判決を言い渡した。また名古屋拘置所は2011年 - 2014年にかけて死刑囚HMへの差し入れ（人権・宗教関連の冊子や衣類など）や、死刑囚HMが弁護士と行おうとしていた年賀状のやりとりを許可しなかったが、HMはその件についても国に80万円の損害賠償を求め国賠訴訟を起こした。名古屋地裁（村野裕二裁判長）は2017年11月16日に「（原告HMの）知る権利や信仰の自由、交友関係を維持する利益を侵害した。不許可処分は拘置所の裁量権の範囲を逸脱したものだ」と認め、国に9万円の賠償を命じた。

### 名古屋拘置所職員による情報漏洩事件に関連した訴訟
法務事務官副看守長として名古屋拘置所の処遇部・処遇部門に勤務していた同所職員（以下「副看守長」）は2008年（平成20年）8月16日 - 2009年（平成21年）11月21日ごろまでの間、前後27回にわたり名古屋拘置所内で被告人KMに対し、他の被収容者の信書発受相手の氏名などの情報を記載したメモを交付し、職務上知り得た秘密を漏らした。また法務事務官看守として名古屋拘置所処遇部処遇部門に勤務していた同所職員（以下「看守」）も2009年7月28日 - 2010年（平成22年）2月17日ごろまでの間、前後7回にわたり拘置所内で被告人KMに対し、他の被収容者の信書発受相手の氏名などの情報を同様に漏洩した。一方で被告人KMは上告中（2008年8月ごろ - 2010年9月）に副看守長・看守に加えて主任矯正処遇官に対し、他の収容者の氏名や彼らの外部交流者・差し入れ人に関する個人情報（住所・氏名など）を複数回にわたり自身に提供することを唆し、職務上知り得た秘密を漏らすよう唆した。このことで嫌疑を掛けられたKMは2010年12月27日、同拘置所所内で司法警察員の資格（刑事施設収容法290条2項による規定）を有する同所職員から国家公務員法違反（名古屋拘置所職員の守秘義務違反）事件の被疑者として事情聴取されそうになったが、これを拒否した。結局、名古屋地検の検察官が2011年4月21日付で名古屋拘置所に収容されている人物からの「被疑者KMが情報漏洩を唆した」とする告訴状を受理して認知立件したが、名古屋地検は2011年8月19日付でKMを不起訴処分とした。
この事件で被疑者として捜査を受けたKMは2011年4月 - 8月に弁護士2人と計8回にわたり接見を申し込んだが、拘置所側は接見を認めなかったり、職員を立ち会わせたりなどした。このため原告・死刑囚KMは「刑事訴訟法で認められた接見交通権などを侵害された」として、弁護士2人とともに国に計776万円の損害賠償を求めた民事訴訟を起こした。2014年（平成26年）8月28日に名古屋地裁民事第9部（福井章代裁判長）は「KMは名古屋地検の検察官から事情聴取を受けるなどしており、不起訴処分にされるまでは事件の被疑者として扱われていた。接見交通権を侵害されて精神的苦痛を受けたのは明らかだ」と認定し、国に対し原告へ63万円を支払うことを命じる判決を言い渡した。
一方で死刑囚HMは「上告中の2008年8月 - 2010年2月にかけ、自身の手紙や面会日・面会相手、差し入れの内容などに関する情報を名古屋拘置所の職員（副看守長・看守の2人）により、計26回にわたって本事件共犯者の死刑囚に漏らされたほか、副看守長が漏洩の際のメモに自身を指して『バカの発信』などと記載した」として、国に損害賠償160万円の支払いを求め国賠訴訟を起こした。名古屋地裁（堀内照美裁判長 / 判決は朝日貴浩裁判長が代読）は2014年4月18日に「原告（死刑囚HM）は事件で共犯者と主従関係を争っており、特に情報提供を望まないことは容易に推測できる。職員の行為は精神的苦痛を与えるものであると言わざるを得ない」と認定して原告・死刑囚HMの訴えを一部認め、国に「精神的苦痛への慰謝料」として10万円の支払いを命じる判決を言い渡した。加えて死刑囚HMは「名古屋拘置所の職員2人が2007年（平成19年） - 2009年の計21回にわたり、自身の手紙や面会日・面会相手、差し入れの内容のほか、事件の鑑定・提訴に関する会話の内容を共犯者の死刑囚に漏らした」として国に180万円の損害賠償を求める国賠訴訟を起こし、名古屋地裁（加島滋人裁判長）は2016年9月2日に「情報漏洩はプライバシー権・通信の秘密や死刑囚の防御権を侵害しており違法だ」と指摘して国に慰謝料39万円の支払いを命じる判決を言い渡した。
またこれとは別に、死刑囚HMは「2008年8月 - 9月にかけ、名古屋拘置所職員が当時上告中だった自身の旧姓・名前や起こした事件の内容などの個人情報を別の収容者に漏らした」として賠償金60万円を求め国賠訴訟を起こした。国側は第一審（名古屋地裁）から職員による情報漏洩を否定し、名古屋地裁（片田信宏裁判長）は2014年3月7日に原告HM側の請求を棄却する判決を言い渡した。しかし原告が控訴したところ、名古屋高裁民事第1部（木下秀樹裁判長）は2015年2月5日に原判決を変更し、被告・国側に対し30万円の支払いを命じる（原告HMの逆転勝訴）判決を言い渡した。

## 被告人HMによる出版社への訴訟

### 『週刊文春』（文藝春秋）への訴訟
主犯格3被告人 (KM・KA・HM) の第一審が行われていた1997年（平成9年）に文藝春秋から発行された『週刊文春』1997年7月24日号（1997年7月17日に発売）では「『少年にわが子を殺されたこの親たちの悲鳴を聞け 長良川リンチ殺人・名古屋アベック殺人・山形マット殺人」と題した本事件に関する記事が掲載された。また、同年7月31日に発売された同誌1997年8月7日号では「『少年犯』残虐」と題した本事件に関する記事（記者：山本徹美）が掲載された。
前者記事では「平成6年（1994年）10月、愛知、岐阜、大阪、高知にまたがる連続強盗殺人が起きた」「（長良川事件で）被害者2人を鉄パイプ・角材で滅多打ちにして撲殺し、遺体を遺棄した。結局犯人グループは4件の殺人を犯している」と報道した上で、同事件加害者の実名については記載しなかった一方で「犯人グループの主犯格Kは昭和50年生まれ（当時19歳）」と記載し、被害者の父親の言葉を引用して「被告人たちには反省の色がなく、事件から今日に至るまでどの加害者の保護者も誰も謝罪していない」と記載した。また後者記事は被告人HMについて本名の漢字4文字のうち2文字の読みが同じで、全体的な音も似ている仮名「真淵忠良」を使用した。これに対し、面会に訪れた知人からの指摘でこの報道を知った被告人HMは以下の理由から「プライバシー権の侵害・名誉毀損で大変な精神的苦痛を受けた」と主張し、1997年12月25日付で文藝春秋を相手取り、損害賠償（100万円）を求める民事訴訟を名古屋地裁に起こした。
- （前者記事について）「3事件のうち強盗殺人罪で起訴された事件は長良川事件だけで、『愛知、岐阜、大阪、高知にまたがる連続強盗殺人』という記載は虚偽だ」「長良川事件では死体遺棄は犯しておらず、現に死体遺棄罪では起訴されていない」[注 150]「自分には家族といえる者さえいないのに、その事実に反してあたかも『HMには両親がいるが、被害者に謝罪しに行っていない』と記されており違法だ」[350]
- （後者記事について）「『法廷で着替えて主役を気取る』[注 110]『全く反省の色がない』[注 28]との記載は虚偽である。また記事中で使用された『真淵忠良』の仮名は少年法第61条[注 151]に違反するものだ」[350]

原告（被告人HM）は当初、代理人の弁護士を付けず、自ら訴状を書いて提訴していたが、控訴審からは原告HMを支援する弁護団が発足した。
原告の主張に対し被告・文藝春秋側は「仮名は実名を隠すために使われており、容易に本名は分からない。起訴事実から連続の強盗殺人は明らかで、原告（被告人HM）に反省がないことは事実だ」と反論していたが、3回の口頭弁論期日を経て、1999年（平成11年）6月30日に名古屋地裁民事第4部（水谷正俊裁判長）は原告HMからの訴えを一部認容し、被告・文藝春秋側に30万円の損害賠償を支払うよう命じる判決を言い渡した。名古屋地裁は判決理由で「（後者記事が用いた仮名について）仮に仮名を用いたとしても、本人が容易にわかるような記事の掲載は、将来の更生の観点から実名報道と同様に大きな障害になり、少年法に違反する。今回使用された仮名は姓・名ともに全体として音が原告HMの実名と類似している上、本人の経歴に合う内容が詳細に記述されており、面識のある不特定多数の読者は容易に本人と推知できる」と認定したが、それ以外の原告HMの主張は「真実性が認められる」として退けた。なお同判決の約1か月前（1999年6月9日）には堺市通り魔事件の少年被告人の実名・顔写真を新潮社の月刊誌『新潮45』が報じたことに対し「実名・写真を掲載する特段の公益上の必要性はなかった」として、大阪地裁から新潮社に対し損害賠償を命じる初判断が示されていた。
被告・文藝春秋側は1999年7月13日に名古屋高裁へ控訴した一方、原告 (HM) 側も2000年1月11日に附帯控訴した。3回の口頭弁論期日を経て、2000年（平成12年）6月29日に名古屋高裁民事第4部（宮本増裁判長）は第一審判決を支持して被告側の控訴を棄却する判決を言い渡した。名古屋高裁は判決理由で「仮名は氏・名ともに音が実名と類似しており、面識のある不特定多数の読者は容易に本人と分かるため、プライバシー侵害が認められる。また記事掲載は『少年法に基づいたHMの法的利益より、社会的利益が強く優先される特段の事情』があったとは言えない」と結論付けた。その上で「刑事裁判を受けている少年まで匿名で保護する必要があるか否か」については「この問題は高度の立法裁量に属する事柄だ。保護の必要性については、少年の権利などを総合的に検討し、慎重に決定されるべきだ」としたほか、日本国憲法第13条（個人の尊厳）のほか国連「子どもの権利条約」も引用して「少年法第61条は少年の人権を守るための制約であり、国民の知る権利も一定の限度で譲歩すべきだが、少年の利益よりも社会的利益を擁護する要請が強く優先されるなど、特段の余地がある場合には実名報道などの違法性が免責される」と判断した。その後、被告・文藝春秋側は2000年7月11日に最高裁へ上告したほか、同月13日には上告受理の申立てをした。
上告事件については2002年（平成14年）12月20日に棄却決定がなされたが、最高裁第二小法廷（北川弘治裁判長）は2003年（平成15年）2月7日に上告審口頭弁論公判を開き、同日の弁論で被告・文藝春秋側は「控訴審判決は『少年法の規定は公益目的でも一律に報道を禁止するものだ』と解釈しているが、表現の自由を謳った日本国憲法第21条を優先すべきだ」と主張した。2003年3月14日に上告審判決公判が開かれ、最高裁第二小法廷（北川弘治裁判長）は「本人と分かる報道を禁じた少年法に違反するのは面識のない不特定多数が推測できる場合だ」とする最高裁としての初判断を示し、控訴審判決のうち被告側の敗訴部分を破棄して審理を名古屋高裁に差し戻す判決を言い渡した。同小法廷は判決理由で「記事は原告HMのプライバシー権を侵害していることが認められるが、使用された仮名では不特定多数の人が本人だと推し量ることはできず、少年法には違反しない」と述べた。
2003年5月30日に名古屋高裁（熊田士郎裁判長）で差し戻し控訴審の第1回口頭弁論公判が開かれ、原告HM側は「記事掲載により不法行為（名誉毀損・プライバシー侵害・成長発達権の侵害）が成立する」との準備書面を陳述した一方、被告・文藝春秋側は2003年9月12日の口頭弁論で反論した。
名古屋高裁（熊田士郎裁判長）は2004年（平成16年）5月12日に原判決（第一審・名古屋地裁判決）のうち控訴人（文藝春秋）の敗訴部分を取り消し、被控訴人（原告HM）の請求を棄却する判決を言い渡したため、文藝春秋側が逆転勝訴する結果となった。名古屋高裁は判決理由で「本事件の刑事裁判を傍聴した被害者遺族の両親の手記で構成されている。記事中で筆者は『刑事裁判を傍聴した』と述べているが、公判で『実際には一度も傍聴に行っておらず、法廷記者から入手した冒頭陳述書の写し・法廷傍聴を続けていた事件被害者の両親から入手した傍聴メモなどに基づいて本件記事を執筆した』と証言している」と認定した一方、「記事に私利私欲を追求する意図はない。少年犯罪に対する国民の関心が高まっていたことを考慮すると、記事を公表する理由は公表されない法的利益より優越する」「極めて凶悪かつ重大な犯罪であり、少年犯罪に関心が高まっていたことや社会への影響を考慮すると、HMは犯罪事実などの公表を受忍しなければならない。将来の更生に妨げになる可能性を否定できないとしても、HMの経歴を含めて公表の必要性は認められ、社会的な意義がある」と認定した。同判決を不服とした原告・HM側は判例違反・憲法違反を訴えて2004年5月25日付で上告したが、2004年11月2日付で最高裁第三小法廷（上田豊三裁判長）は原告・HMの上告を退ける決定を出したため、被告・文藝春秋側の逆転勝訴とした差し戻し控訴審判決が確定した。

### 『FRIDAY』（講談社）への訴訟
また被告人HMは控訴中の2003年（3月 - 秋ごろまで）、別の刑事被告人として身柄を拘束されていた女性との間で手紙のやり取りをしていたが、控訴審判決直後（2005年10月24日）に発売された写真週刊誌『フライデー』（講談社）2005年11月4日号に掲載された「独占入手！『94年連続リンチ（大阪・愛知・岐阜）殺人事件』当時は18歳だった―死刑判決（高裁）“少年”被告の『あまりに無反省な』獄中書簡」と題した特集記事にてその手紙が引用された。原告（被告人HM）は「自身の承諾なく手紙を掲載されたことで著作権・著作家人格権、宗教的人格権・名誉感情、プライバシーを侵害された」として出版元・講談社に対し慰謝料300万円などの支払いを求め損害賠償請求を起こしたが、名古屋地裁は2009年7月1日に原告HMの請求を棄却する判決（事件番号：平成20年（ワ）第3019号）を言い渡したため、HMは同判決を不服として名古屋高裁へ控訴した。名古屋高裁（岡光民雄裁判長）は2010年（平成22年）3月19日に「記事の各引用部分は本事件の重大性などに鑑みて公表されない法的利益を上回り、これを公表する理由が認められる。講談社が『FRIDAY』に本件記事を掲載して公表・頒布した行為は原告HMのプライバシーを違法に侵害する不法行為には当たらない」として、原告HMの控訴を棄却する判決を言い渡した。

## 実名報道

### 控訴審判決後
控訴審判決で主犯格の3被告人にいずれも死刑判決が言い渡された直後の2005年10月20日に新潮社から『週刊新潮』2005年10月27日号が発売された。同誌は「史上最凶『リンチ殺人』で死刑判決なのに新聞が載せない元少年3人の『実名と顔写真』」と題した特集記事でKM・KA・HMの3被告人を実名報道し、KM・KAの2人がそれぞれ中学校を卒業した際の顔写真も掲載した。同誌編集部は本事件について「3人が死刑判決を受けるほどの凶悪無比な犯罪であり、被害者遺族の被害感情も峻烈であることを考慮して『実名報道すべき』と判断した」とコメントし、誌上でも同様の説明を入れた。
これに対し日本弁護士連合会（日弁連）・愛知県弁護士会は「少年法の精神を守り、同様の報道がないよう強く要望する」との声明を出した。一方、この時点ではまだ上告審が残されていたため、在京の新聞・テレビ各社は匿名報道を継続したが、『朝日新聞』・テレビ朝日は「仮に死刑が確定した場合は実名報道する」とする方針を既に決めていた（後述）。

### 上告審判決後
そして上告審判決で3被告人の死刑が確定したことにより、報道機関の多くは被告人（死刑囚）を実名報道に切り替えた一方、一部の報道機関は引き続き匿名報道を維持した。後の光市母子殺害事件における死刑確定時は各マスメディアは本事件時の対応を踏襲している。
- 『朝日新聞』（朝日新聞社）は2004年に取りまとめた「事件の取材と報道2004」において[382]、少年死刑囚について「（死刑判決確定により）基本的に社会復帰・更生の可能性が消える一方、犯行当時少年で死刑になる事件は極めて重大なのが通例だ。国家が合法的に人の生命を剥奪する死刑が誰に対して執行されるかは、権力行使の監視の意味でも（犯行当時成年・少年に関係なく）社会に明確にされなければならない」として、原則的に実名報道する方針を決めた[383]。その後、2011年3月10日付のウェブサイト配信ニュース[380]・11日朝刊紙面でその方針に即して実名報道を行った[78]。
- 『読売新聞』（読売新聞社）は2011年3月10日付のウェブサイト配信ニュース[380]・2011年3月11日朝刊紙面で「死刑が確定すれば更生（社会復帰）の機会はなくなる一方、国家が人の命を奪う刑の対象が誰なのかは重大な社会的関心事」と理由を説明した上で実名報道に切り替えた[79][384][385]。
- 『産経新聞』（産業経済新聞社）は2011年3月10日のウェブサイト配信ニュース[380]・11日付の朝刊紙面で「死刑が事実上確定することで社会復帰などを前提とした更生の機会が失われることや、事件の重大性を考慮した」と理由を説明した上で実名報道に切り替えた[386][387]。
- 『日本経済新聞』（日本経済新聞社）は2011年3月10日のウェブサイト配信ニュース[380]・11日付の朝刊紙面で「犯行当時少年だった被告人に死刑判決が下された重大性に加え、被告人の更生の機会がなくなることを考慮した」と理由を説明した上で、実名報道に切り替えた[80][388][381]。
- 一方で『毎日新聞』（毎日新聞社）は全国紙では唯一匿名報道を維持したが、その理由を「『事件当時少年だった被告人の名前は少年法の理念を尊重し、匿名で報道する』という原則を変更すべきではないと判断した。死刑確定後も再審・恩赦が認められて社会復帰する可能性が全くないとは言い切れない」[注 159]とした上で「死刑が執行された場合はその時点で『更生可能性が消えた』と解釈することができ、実名報道に切り替えることも改めて検討する」とも補足した[389]。また『中日新聞』（中日新聞社）および同系列の『東京新聞』（中日新聞東京本社）も「最高裁での死刑判決が覆る可能性がほぼないことから実名報道への切り替えも検討したが、少年法が求める更生への配慮の必要性はなお消えていない」として実名報道は見送り、『毎日新聞』と同様に引き続き匿名で報じた[390][391]。
  - なお『毎日新聞』『中日新聞』『東京新聞』の3紙は2017年12月に市川一家4人殺害事件の少年死刑囚（事件当時19歳）が死刑を執行された際に「死刑執行により更生の機会が失われたことに加え『国家による処罰で命を奪われた対象が誰であるかは明らかにすべきである』と判断した」と説明した上で、それぞれ実名報道に切り替えた[392][393][394][395][396][397]。

また各テレビ局（NHKおよび民放の在京キー局#各系列の原則としてのキー局・準キー局）もテレビ朝日（テレビ朝日系列）を除き上告審判決を受けて一斉に実名報道に切り替え、うちフジテレビ（フジニュースネットワーク〈FNN〉系列）は被告人3人の顔写真も放送した。テレビ朝日は上告審判決時点では「判決が確定していない段階では少年法の精神を尊重する」として匿名で報じたが、正式な判決確定（判決訂正申し立て棄却決定）をもって2011年4月1日のウェブサイト配信ニュースから実名報道に切り替えた。
日本弁護士連合会（名義：宇都宮健児会長）は2011年3月10日付で「少年の更生・社会復帰を阻害する実名報道を禁止した少年法の理念は死刑判決でも変わらず、それに反する事態で極めて遺憾。再審・恩赦で少年が社会復帰する可能性は残っており、実名が報道に不可欠な要素とも言えない。今後は実名報道することがないよう強く要望する」と声明を出した。また愛知県弁護士会（会長：斎藤勉）も翌日（2011年3月11日）付で「実名報道した社が示した『更生の可能性がなくなった』という理由は、死刑囚となっても更生の可能性を失うものではなく、罪の意味を内省することもあり不適切である。実名報道は少年法に違反し、厳重に抗議する」と声明を出した。

## 被害者遺族の動向

### 大阪事件・長良川事件の被害者遺族
長良川事件で息子Cを失った夫妻（Cの両親）は事件後、当初は被告人3人 (KM・KA・HM) の初公判期日すら知らされず、「被害者遺族が軽視されている」と刑事司法の不備に憤ったこともあった。また3被告人が上告審判決により死刑が確定する前は実名報道されなかったため「なぜ被害者は実名報道されるのに、成人間近で事件を起こした加害者たちは実名報道されないのか」という思いを抱いたほか、法廷で「相手が先に睨んできた」などと主張したことから、周囲からの「被害者にも落ち度があるのではないか」という憶測にも苦しめられた。精神的な負担だけでなく、裁判記録を複写する（1枚あたり35 - 70円）のため、一・二審（公判全147回分）を併せて数百万円を費やすなど、金銭的な負担も重かった。また、加害者の親たちが自分たちに謝罪したり、公判に出廷したりしなかったことに対しても「子供の犯した罪はせめて親が謝罪することが筋であるはず。誰も謝罪に来ないのはあまりにも無責任だ」と怒りの弁を述べている。
Cの両親は犯罪・交通事故の被害者遺族が集う活動「生命のメッセージ展」に参加するようになった。また夫妻とも主犯格の加害者3人全員への死刑適用を求め、Cの父親は第一審の公判（2000年11月中旬）には法廷で「3被告人への極刑を望む」と、控訴審の公判でも3被告人に「私はお前たちが社会に復帰することを望んでいない」とそれぞれ意見陳述した。
Cの父親は2011年2月に愛知少年院（愛知県豊田市）で入所者たちを相手に講演した際に「被害者にとっては加害者が少年だろうと成人だろうと関係ない。自分は同じような被害者を出さないためにここに来ている」「謝罪の手紙を（被害者に）出すなら真実を書け。もし本当の償いでなければ、被害者は必ず君たちが更生していないことを見抜く」と述べた。また「少年の健全育成」を理念に掲げる少年法については理解を示しながらも、青木理の取材に対しては「仮に不幸な生い立ちなどが加害者側にあったとしても、犯した罪の責任はきちんと取るべきだ。自分も被告人たちの謝罪・反省の手紙を読んで情に流されかけることもあるが、結局は『3人には死刑しかない』という気持ちの方がはるかに強い」と述べたほか、少年事件における実名報道をめぐる問題については「匿名が守られてこそ多くの少年に更生の道が開けるのは否定できないが、自分たちは加害者らが匿名報道された中でインターネット上にいい加減な書き込みがあふれて辛い思いをした。今のままでは、加害者の匿名報道は結果として被害者・遺族を傷つけるのではないか？」と述べている。2019年10月時点で、Cの父親は被害者支援団体などで年10回ほどの講演を行っている。
また大阪事件で犠牲になった被害者Aの両親は『週刊新潮』からの取材に対し「自分たちは一度も裁判を傍聴しなかったが、怒りのあまり犯人に飛び掛かるのを我慢する自信がなかったからだ」「息子Aの遺体は自分たち家族でさえ誰の顔か判別できないほど変形していた。通夜・葬式をすればそのひどい姿を見られてしまうから、（遺体を引き取ってから）警察から火葬場へ直行した」と述べたほか、Cと同じく長良川事件で犠牲になった被害者Dの実兄も同誌記者の取材に対し「被告人3人は地裁で審理が始まったころにふざけた態度を取り続けていた一方、死刑を求刑されると一転して反省の言葉を口にしたが、自分たちは命乞いする弟を惨殺したことを棚に上げて命乞いしているようにしか思えない」と述べている。

### 木曽川事件の被害者遺族
一方、木曽川事件の被害者Bの遺族も第一審の公判では実母が「『息子Bが激しい暴行を受けて死んだ』と知り、ショックで約1か月間仕事にも出かけられなかった。犯人たちにはできるだけ厳しい処罰を与えてほしい』と述べていたほか、Bの実弟も「犯人を許せない。早く極刑に処してほしい」と述べ、それぞれ厳しい処罰感情を明らかにしていた。また控訴審判決前もBの母親・弟は『毎日新聞』（毎日新聞中部本社）の取材に答え、母親は「できるならこの手で3人を殺してやりたい」、弟も「死刑で死ぬのではなく、無期懲役で一生苦しんでほしい」と処罰感情を表明していた。
しかし控訴審判決後、Bの母は被告人KAから出された謝罪の手紙を読んだことに加え、KAの弁護人・村上満宏（愛知県弁護士会）からの勧めもあって2006年4月12日、Bの弟（四男）とともに名古屋拘置所へ出向き、当時上告中だった被告人KAと面会した。その際、Bの弟は謝罪の言葉を繰り返し述べたKAに対し「誰か止める者はいなかったのか」「殴っているときは気持ちよかったのか」「兄は最後、何を言っていたのか」などと激しく詰問したが、同時に「希望を持て」「生き続けろ。頑張って出て来い。そうしたら兄の分、お前を10発殴ってやる」と声を掛け、Bの母親も「出てきたらBに線香をあげてほしい」と語りかけた。その後、2人は面会終了時に互いを隔てるアクリル板をそれぞれ掌で挟み込むことでKAと「握手」をしていた。2008年夏に青木からの取材に対し、Bの母は「息子のことを忘れたことは1つもないし、（KM・HMを含めた）3人を赦すつもりにはなれない。しかし3人ともずいぶん反省しているようだし、死刑になっても自分たちの気持ちは癒えない」と述べたほか、Bの兄も「赦すか否か以前に『KAは本心から反省している』とわかった。（KAを）死刑にするより、反省し続けて生きてほしい」と述べている。
その後、Bの兄（7歳年上）もKAからの謝罪の手紙を読んだことに加え、母・弟がKAと面会したことを知って2009年4月7日に村上らとともに初めてKAと面会した。その面会の際、Bの兄はKAに「頑張って社会に出てこい」「お前から送ってもらっているお金（KAが獄中で自ら志願して行っている内職により貯め、被害者遺族に送金している金）はありがたい。仏壇に上げている」「人の温かさを忘れず、人を裏切るな。ちゃんと人を信じて約束を守れ」などと声を掛けていた。その後もBの兄は弁護人・村上に対し「KAはきちんと反省しているので死刑にしないでほしい。もし死刑になるなら自分を死刑にしてほしい」などと書いた嘆願書を託したほか、青木(2012)によれば死刑確定後も面会を続けている。

## 共犯者らの刑事裁判
共犯者の少女2人（W子・Y子）は少年院送致された。その他5人の共犯者らは主犯格3人同様に起訴され、主犯格3人の第一審結審までに刑事裁判でいずれも有罪判決が確定した。
T（大阪事件）
大阪事件で死体遺棄罪に問われた被告人Tは1995年4月21日、大阪地裁（竹田隆裁判官）から「遺体を廃棄物のように捨てるなど刑事責任は重いが、反省もしている」として、懲役1年8月（求刑：懲役2年6月）の実刑判決を受けた。
U（大阪事件）
大阪事件で殺人罪に問われた被告人Uは1995年9月12日、大阪地裁（谷口敬一裁判長）から「遊び仲間にバカにされたくないため、直視しがたいほど残忍な犯行に加わった。身勝手な犯行だが、反省しており更生の可能性もある」として、懲役4年 - 8年の不定期刑（求刑：懲役5年 - 10年）に処する判決を受けた。
Z・Y子・V（木曽川事件・長良川事件）
愛知県警捜査一課・一宮署は1994年11月3日、いずれも木曽川事件の殺人容疑で男Z・男V・少女Y子の3被疑者を再逮捕した。岐阜地方検察庁は同日にZ・V両被疑者を長良川事件の逮捕監禁・強盗致傷罪で起訴したほか、Y子を処分保留にした。その後、Z・V両被疑者は1994年12月5日にそれぞれ殺人罪・傷害致死幇助罪で名古屋地検から名古屋地裁へ起訴された。一方、少女Y子は1994年12月16日に名古屋家裁一宮支部（寺本嘉弘裁判官）で行われた少年審判の結果、少年院へ送致する決定を受けた。
1995年1月31日に名古屋地裁でZ・V両被告人の初公判が開かれ、殺人罪・強盗致傷罪に問われた被告人Zは罪状認否で「両事件とも犯行現場には同行したが、共謀も含め犯行には加わっていない」と述べて無罪を主張した。一方、傷害致死幇助罪・監禁罪・強盗致傷罪に問われた被告人Vは「自分は実行犯ではないが、事件への関与は間違いない」と大筋で容疑を認めた。
被告人Vは1995年12月8日の論告求刑公判で名古屋地検から懲役7年を求刑され、1996年（平成8年）3月19日に名古屋地裁（三宅俊一郎裁判長）で傷害致死幇助罪により懲役3年・執行猶予4年（保護観察付）の有罪判決を受けた。その後確定。
また被告人Zも1996年11月15日の論告求刑公判で懲役7年を求刑されたが、1997年（平成9年）3月5日に名古屋地裁（三宅俊一郎裁判長）で殺人幇助罪などにより懲役3年・執行猶予4年の有罪判決を受けた。
X・W子（木曽川事件）
名古屋地検一宮支部は1994年11月2日、木曽川事件について被疑者・少年Xを殺人容疑で、被疑者・少女W子を傷害致死容疑でそれぞれ名古屋家裁一宮支部へ送致した。その後、名古屋家裁一宮支部（寺本嘉弘裁判官）は1994年11月25日に少年審判を開き、少年Xを殺人罪で刑事処分相当として名古屋地検へ逆送致し、少女W子を傷害致死罪で少年院に送致する決定を出した。同決定を受け逆送致された少年Xは1994年12月2日、名古屋地検により殺人罪・傷害罪で名古屋地裁へ起訴された。
1995年1月31日に名古屋地裁で被告人Xの初公判が開かれ、被告人Xは罪状認否にて起訴事実を大筋で認めたが「殺人に当たるかどうかわからない」と述べ、弁護人は「未必の故意の限度で殺人罪の成立を認める」と主張した。その後、1995年5月18日に論告求刑公判で懲役5年 - 10年の不定期刑を求刑され、1995年7月6日の判決公判で名古屋地裁（油田弘佑裁判長）から懲役4年 - 6年の不定期刑に処する判決を受けた。その後確定。